# Flagellazione di Gesù

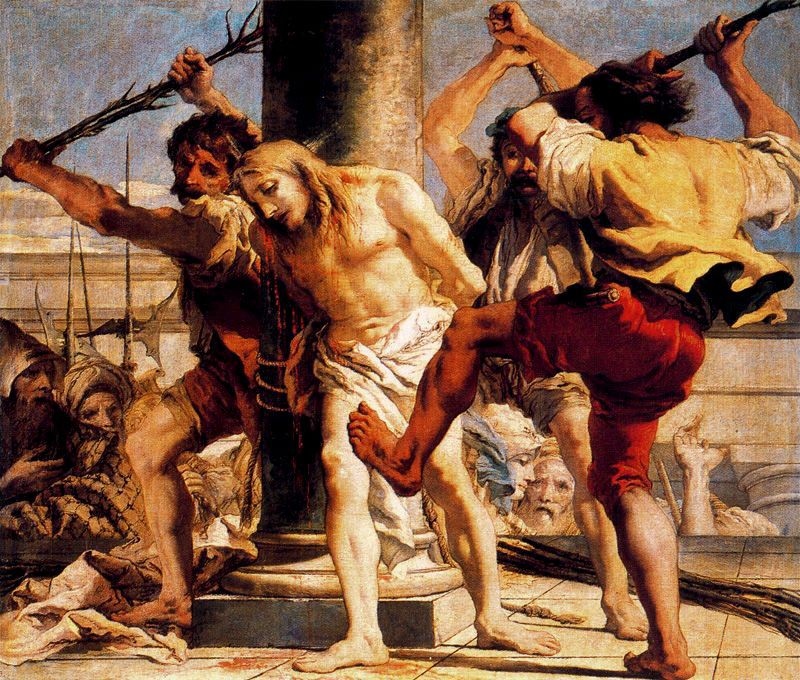
Flagellazione (Giandomenico Tiepolo) Museo del Prado, Madrid

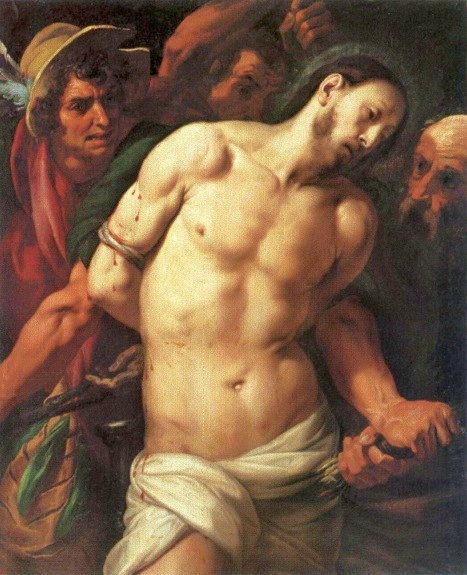
Flagellazione di Cristo di Daniele Crespi, 1625-1630, Varsavia, Muzeum Narodowe.

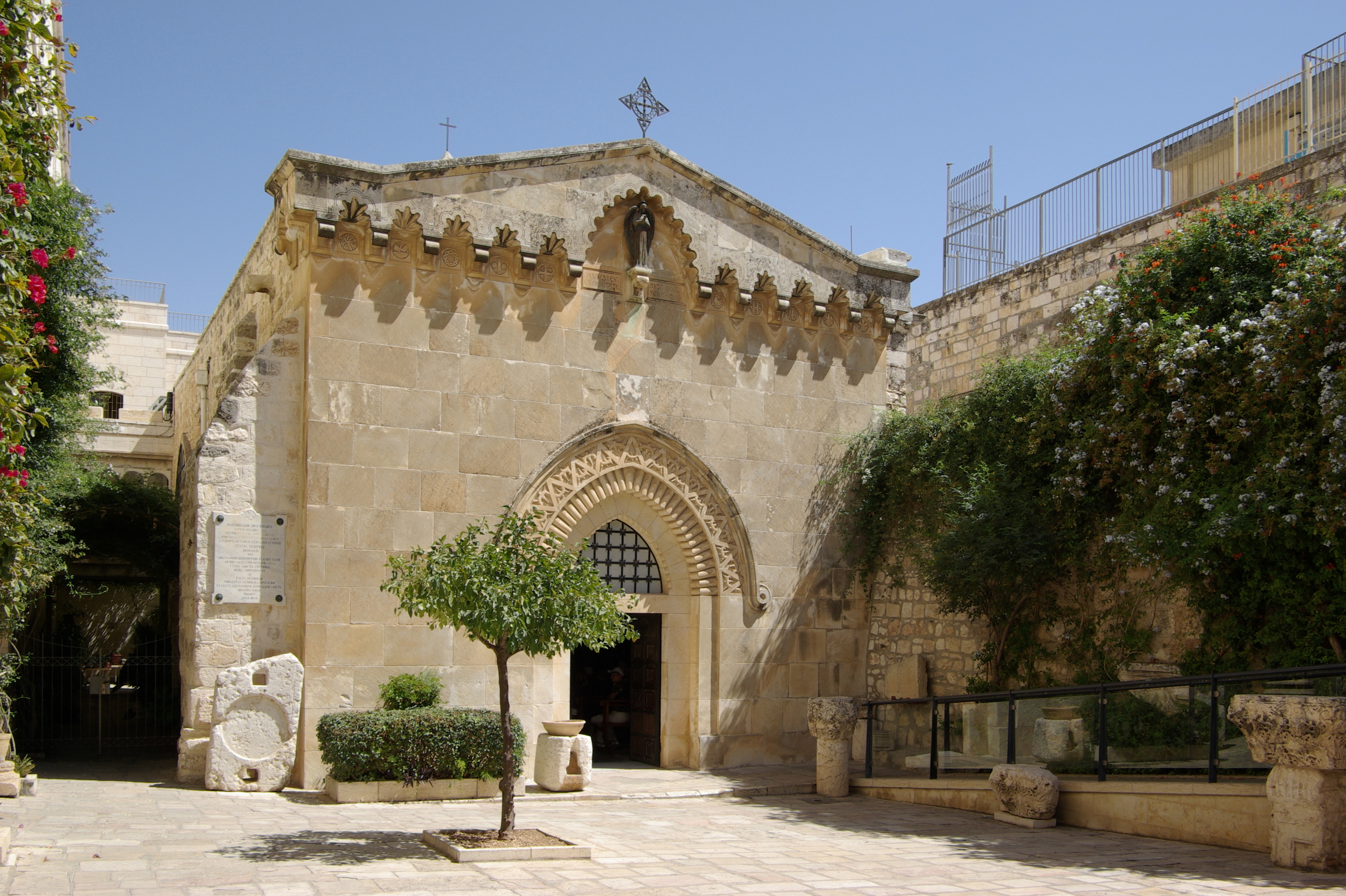
La chiesa della Flagellazione a Gerusalemme, costruita sul luogo tradizionale della flagellazione di Gesù.

La flagellazione di Gesù è un episodio della vita di Gesù narrato dai Vangeli (Mc15,15-16; Mt27,26-27; Lc23,16-26; Gv19,1-17).

La flagellazione è una fustigazione, particolarmente cruenta, tramite bastoni, verghe o gatto a nove code, strumento quest'ultimo che consisteva, nella tipologia romana, in un corto bastone cui erano assicurati diversi lacci che terminavano con artigli metallici, piombi e schegge d'ossa che provocavano tremende lacerazioni e fratture al torturato.

## L'episodio
Secondo i vangeli canonici, Gesù fu sottoposto al supplizio della flagellazione durante il processo celebrato dal procuratore romano Ponzio Pilato. Secondo il resoconto di Giovanni, Pilato fece flagellare Gesù per dare soddisfazione ai notabili ebrei che lo accusavano e sedare il disordine che essi avevano sollevato nonché per impietosire il popolo giudaico, ma questi non si accontentarono e la folla, da essi sobillata, continuò a chiedere a gran voce la sua condanna a morte, che Pilato infine concesse. 
In merito alla flagellazione di Gesù, gli evangelisti (Mc15,15-16; Mt27,26-27; Lc23,16-26; Gv19,1-17) riportano differenti resoconti: Luca parla di una fustigazione (pena meno grave in cui si percuoteva il condannato senza frustarlo) e la pone a metà processo, senza evidenziare che tale pena sia poi stata applicata; Giovanni pone la flagellazione (pena più severa, in cui si colpiva il condannato con un flagello, cioè una frusta, fatto di lacci di cuoio aventi in punta schegge d'ossa, piombi e pungiglioni) a metà processo, stessa scelta temporale di Luca; Marco/Matteo fanno invece riferimento a una flagellazione a processo terminato; come nota Raymond Brown, "ogni evangelista sta lottando con la consapevolezza che la flagellazione era parte della sentenza di crocifissione". Secondo, infatti, autorevoli studiosi cristiani - come Raymond Brown, Bibbia TOB, "Nuovo Grande Commentario Biblico" - le versioni degli evangelisti furono: [in Luca] "anche se Pilato menziona la fustigatio, un castigo non troppo grave, Luca non dice mai che Gesù venne percosso o flagellato. Egli va verso la croce in pieno dominio della situazione" e "nonostante l'omissione di Luca del castigo inferto a Gesù, forse per sua preferenza di non far sottostare Gesù a una tale violenza fisica, la tradizione conteneva riferimento a una flagellazione di Gesù che Marco/Matteo e Giovanni usarono in modi differenti", inoltre in Luca "questa pena non è legata alla sentenza capitale, a differenza di Mt27,26 e Mc15,15 (che impiegano il termine tecnico flagellare)"; [in Giovanni]: "nell'arrangiamento altamente teologico del processo Romano in 7 episodi di Giovanni la flagellazione è parte di un episodio in metà [e] la sequenza in Giovanni 19,1-5 implica che la flagellazione fu fatta dentro il pretorio, la sequenza in Marco 15,15-16; Matteo 27,26-27 implica che la flagellazione fu fatta fuori dal pretorio" e teologicamente Giovanni "considera senza dubbio gli eventi in un altro modo e suggerisce che si veda in Gesù l'uomo vero che, con questa stessa umiliazione, inaugura la regalità messianica"; infine, "solo Marco/Matteo menzionano che Gesù fu flagellato alla fine del suo processo. Piuttosto maldestramente Marco 15,15 piazza la flagellazione di Gesù da parte di Pilato tra le parole «gli consegnarono Gesù» e le parole «perché fosse crocifisso». Matteo rende più scorrevole la situazione inserendo le parole «essendo stato Gesù flagellato» prima delle parole «lo consegnò loro perché fosse crocifisso»". Osserva ancora Raymond Brown che la versione storicamente più verosimile appare essere quella di Marco/Matteo: "Marco/Matteo hanno il più plausibile momento per la flagellazione, ovvero alla fine del processo Romano e dopo che Gesù è stato sentenziato, così che la flagellazione è parte della pena per la crocifissione".

### Riscontri sulla Sindone di Torino
Numerosi segni di flagellazione sono visibili nell'immagine della Sindone di Torino, che secondo la tradizione avvolse il corpo di Gesù nella sepoltura. Questi segni mostrano chiaramente l'impronta del temibile flagrum romano, munito di palline di metallo o frammenti d'osso che laceravano la pelle e strappavano pezzettini di carne. I colpi sono distribuiti su quasi tutto il corpo esclusa la regione cardiaca, dove avrebbero potuto provocare la morte. Altri studiosi rilevano, comunque, come i segni di flagellazione sulla Sindone non appaiano coerenti: tali segni risultano "in rilievo" (ovvero più scuri sulla Sindone al positivo) ma questi dovrebbero essere invece lacerazioni e quindi "scavati" nella carne; inoltre, i segni sono posti sull'immagine in maniera troppo simmetrica e regolare e nemmeno uno di questi ha tracce o rivoletti di sangue, come ci si aspetterebbe in caso di profonde lacerazioni della pelle.

## Iconografia

### Pittura
Il tema si riscontra nell'arte a partire dal nono secolo. È completamente inesistente nell'arte bizantina e molto raro nella Chiesa ortodossa. Inizialmente rinvenuto nei manoscritti e in piccoli avori, il soggetto sopravvive in alcuni affreschi monumentali in Italia risalenti all'anno 1000. In principio erano raffigurate non più di tre figure, con Cristo e due servi di Ponzio Pilato che lo percuotono. Nelle prime rappresentazioni, Cristo poteva essere nudo o rivestito di un abito, ma dal dodicesimo secolo, Cristo indossa solo un panno intorno ai fianchi e rivolge lo sguardo al fedele. Talvolta Pilato è ritratto mentre assiste alla scena, e un servo della moglie gli viene a riferire il suo messaggio.
La flagellazione di Gesù è stata rappresentata in diverse opere d'arte, siano esse comparti di polittici o dipinti isolati; a titolo di esempio:
- la Flagellazione di Cimabue a New York
- la Flagellazione davanti a Pilato di Pietro Lorenzetti ad Assisi
- la Flagellazione di Cristo di Piero della Francesca
- lo Stendardo della Flagellazione di Luca Signorelli a Milano
- il Cristo alla colonna di Donato Bramante a Milano
- la Flagellazione di Cristo di Caravaggio (Napoli)
- la Flagellazione di Cristo di Caravaggio (Rouen)

### Scultura
- Flagellazione: scultura usata durante la processione del Venerdì santo che si svolge a Savona

#### Galleria d'immagini

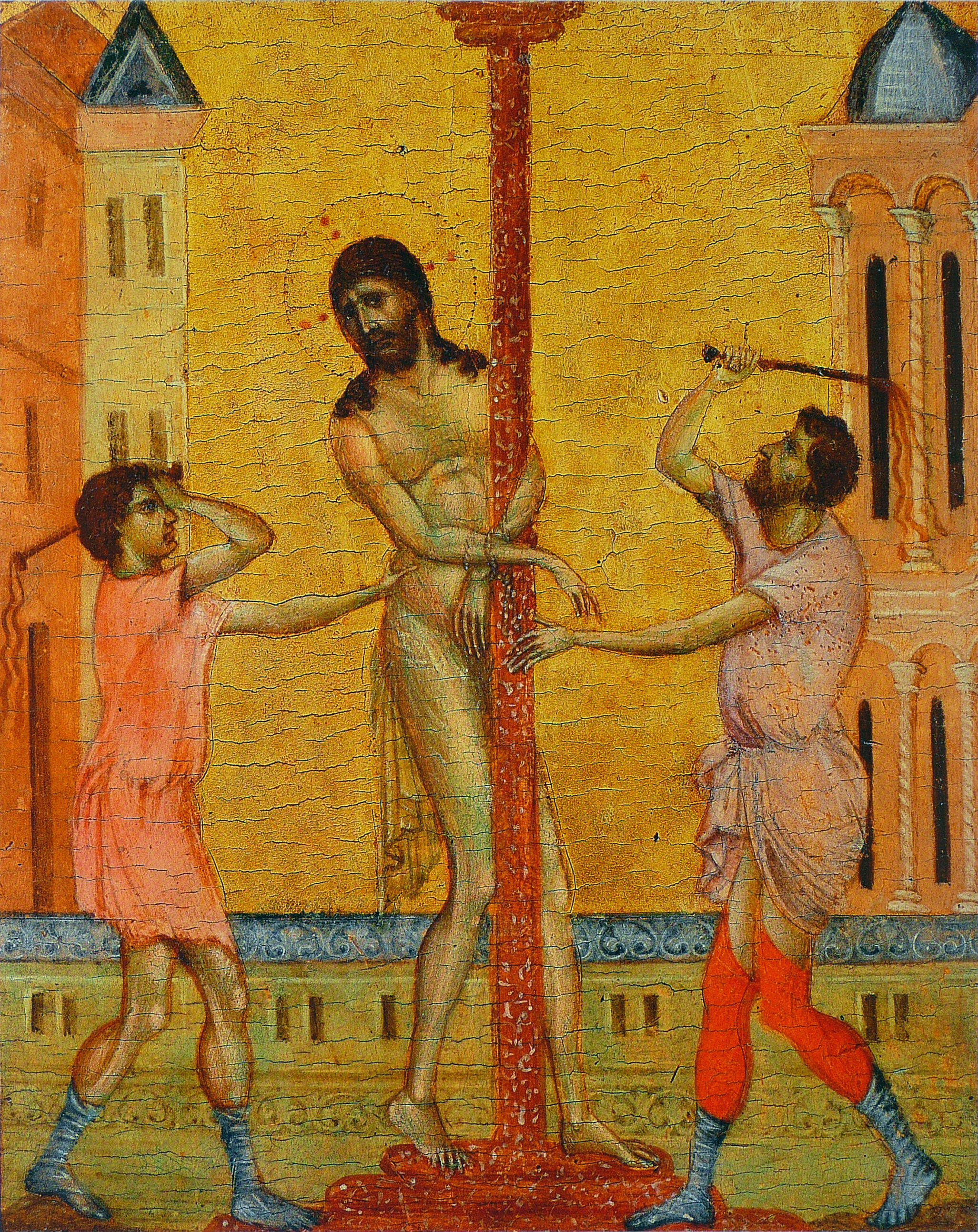
Cimabue, Flagellazione, 1280-1290, New York, Frick Collection.
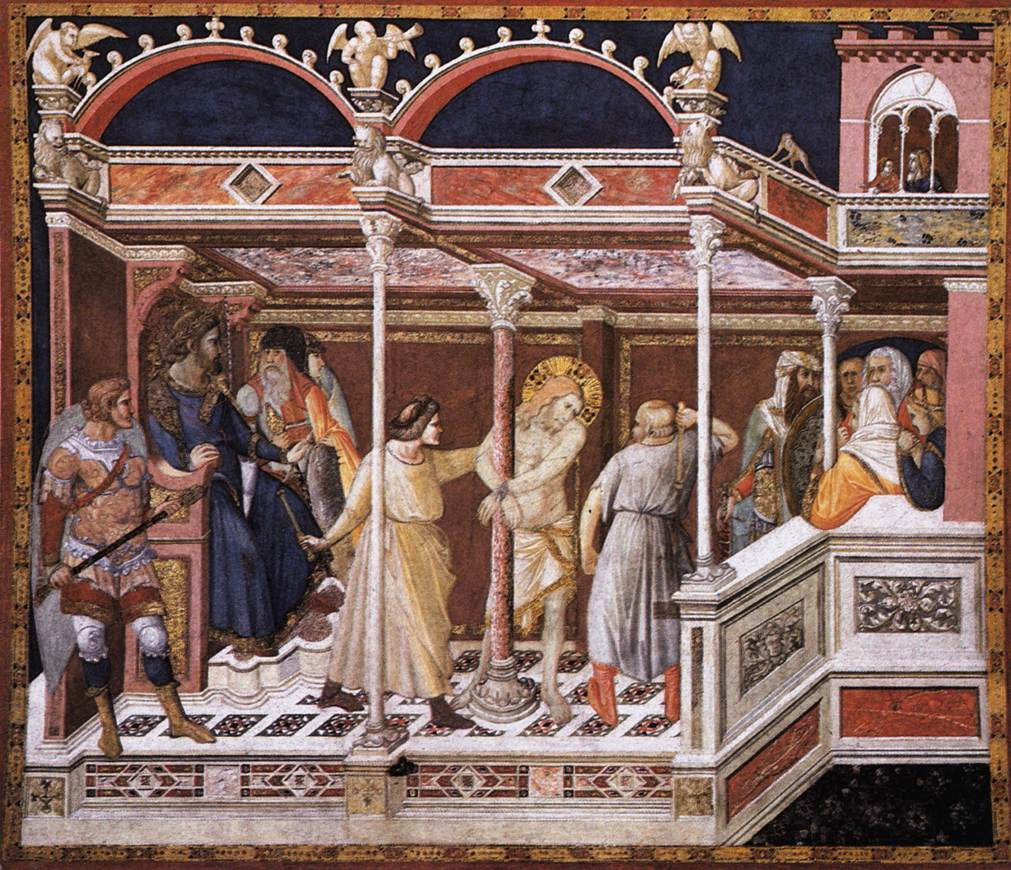
Pietro Lorenzetti, Flagellazione di Cristo, 1320 circa, Assisi, Basilica inferiore di San Francesco.
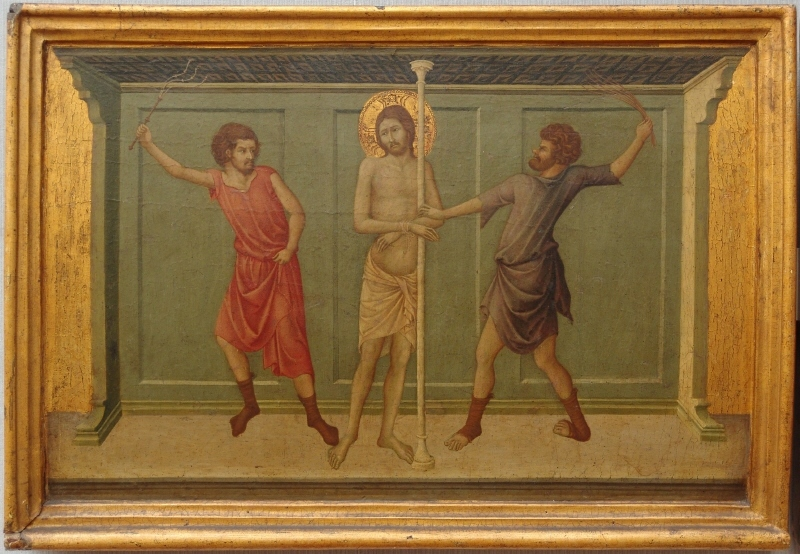
Ugolino di Nerio, Flagellazione, 1324-1325, Berlino, Gemäldegalerie.
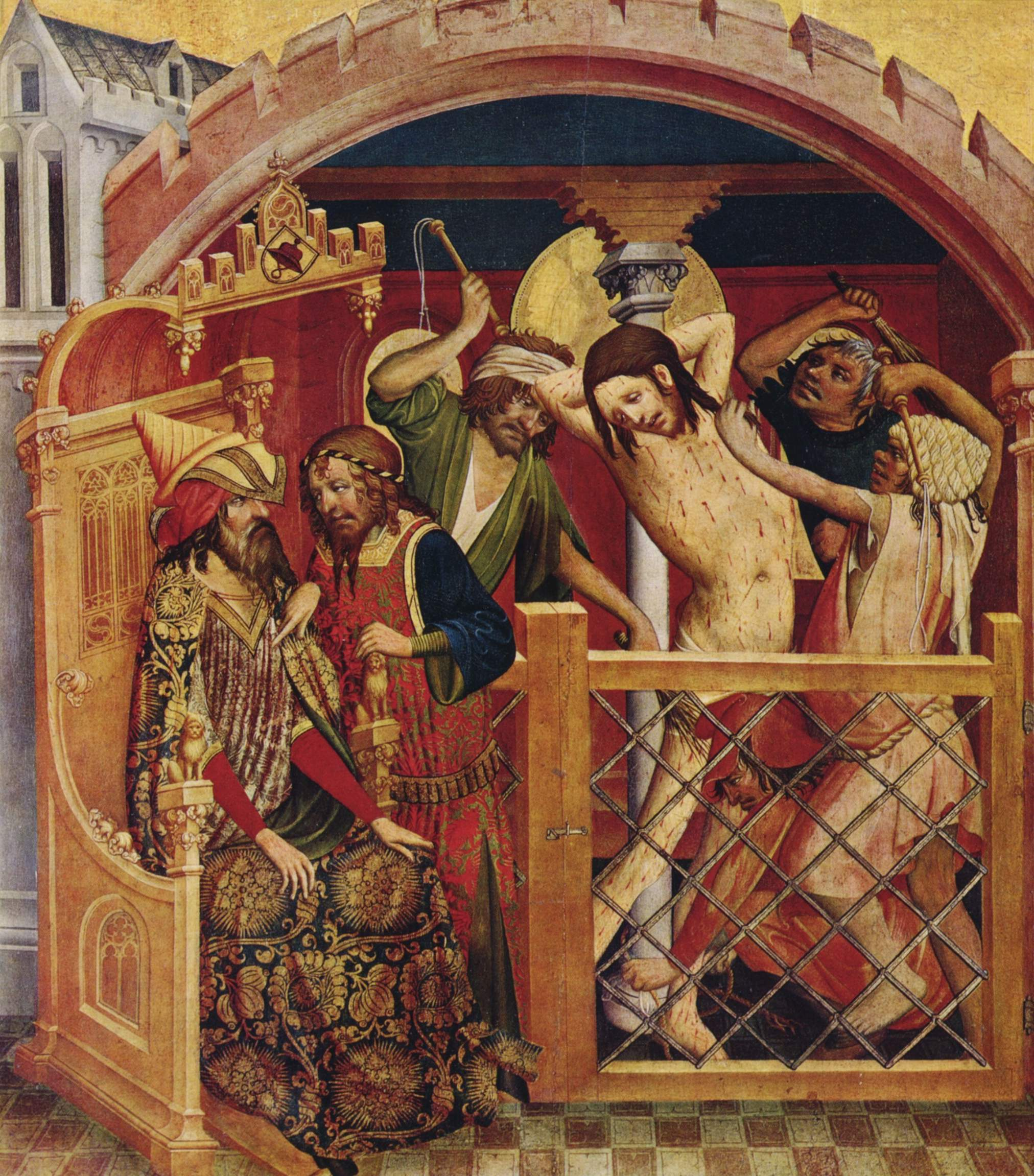
Maestro Francke, Flagellazione di Cristo, 1424 ca, Kunsthalle di Amburgo.
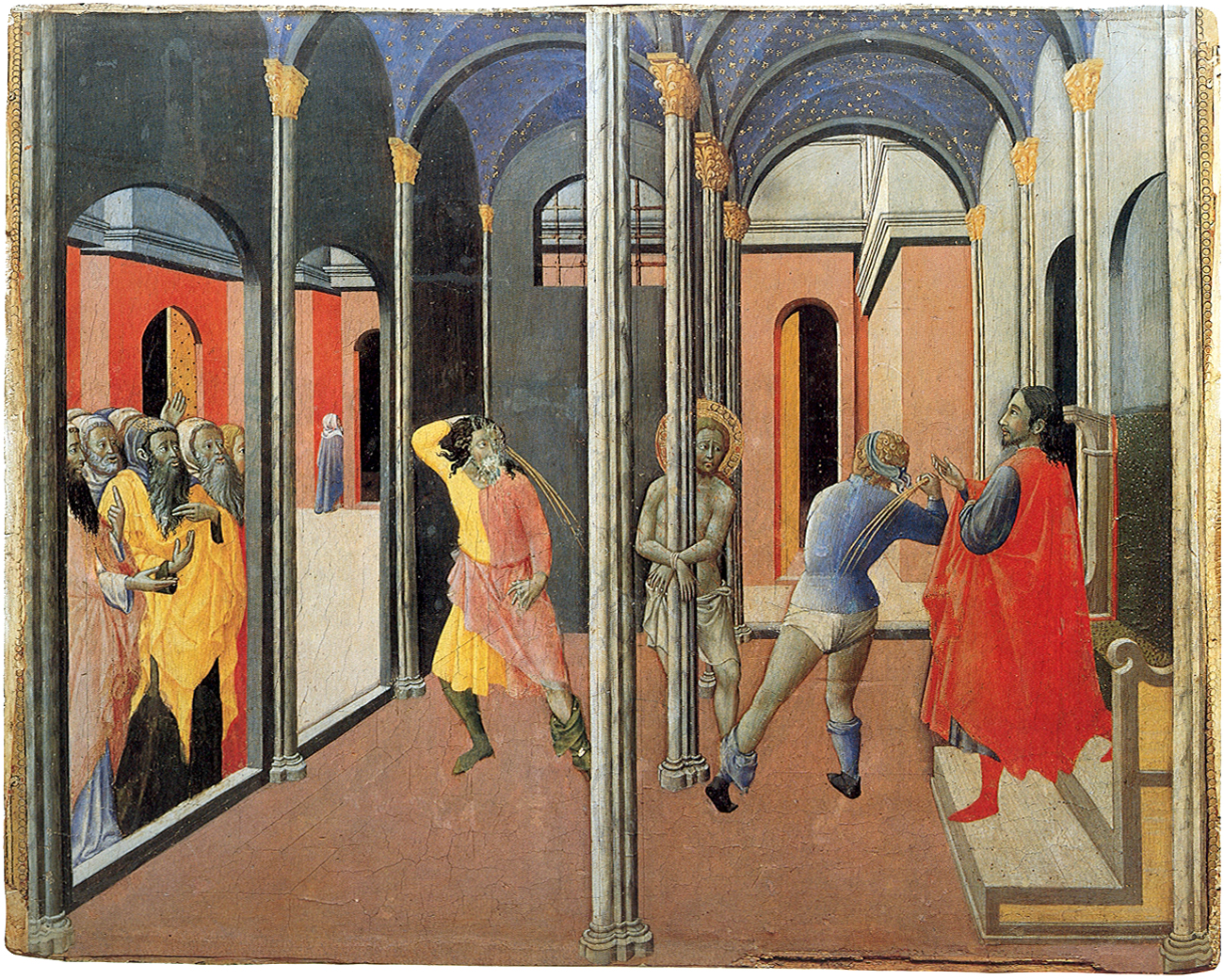
Maestro dell'Osservanza, Flagellazione di Cristo, 1445 circa, Roma, Pinacoteca Vaticana.
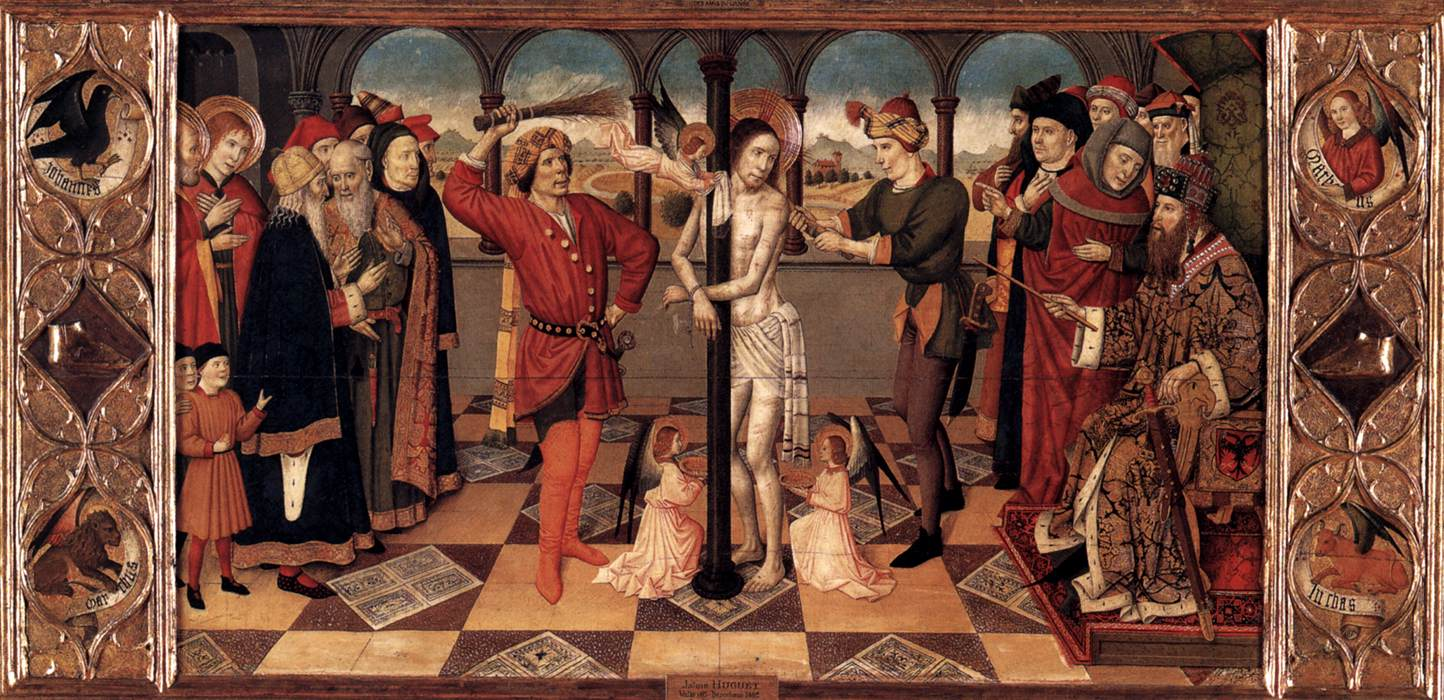
Jaume Huguet, Flagellazione di Cristo, 1450 circa, Parigi, Musée du Louvre.
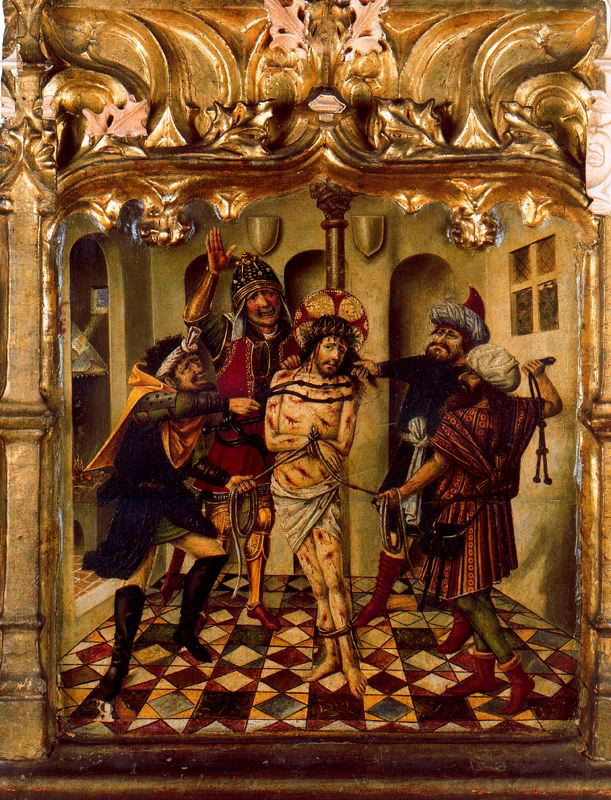
Juan Rexach, Flagellazione, seconda metà del XV secolo, Valencia, Museo de Bellas Artes.
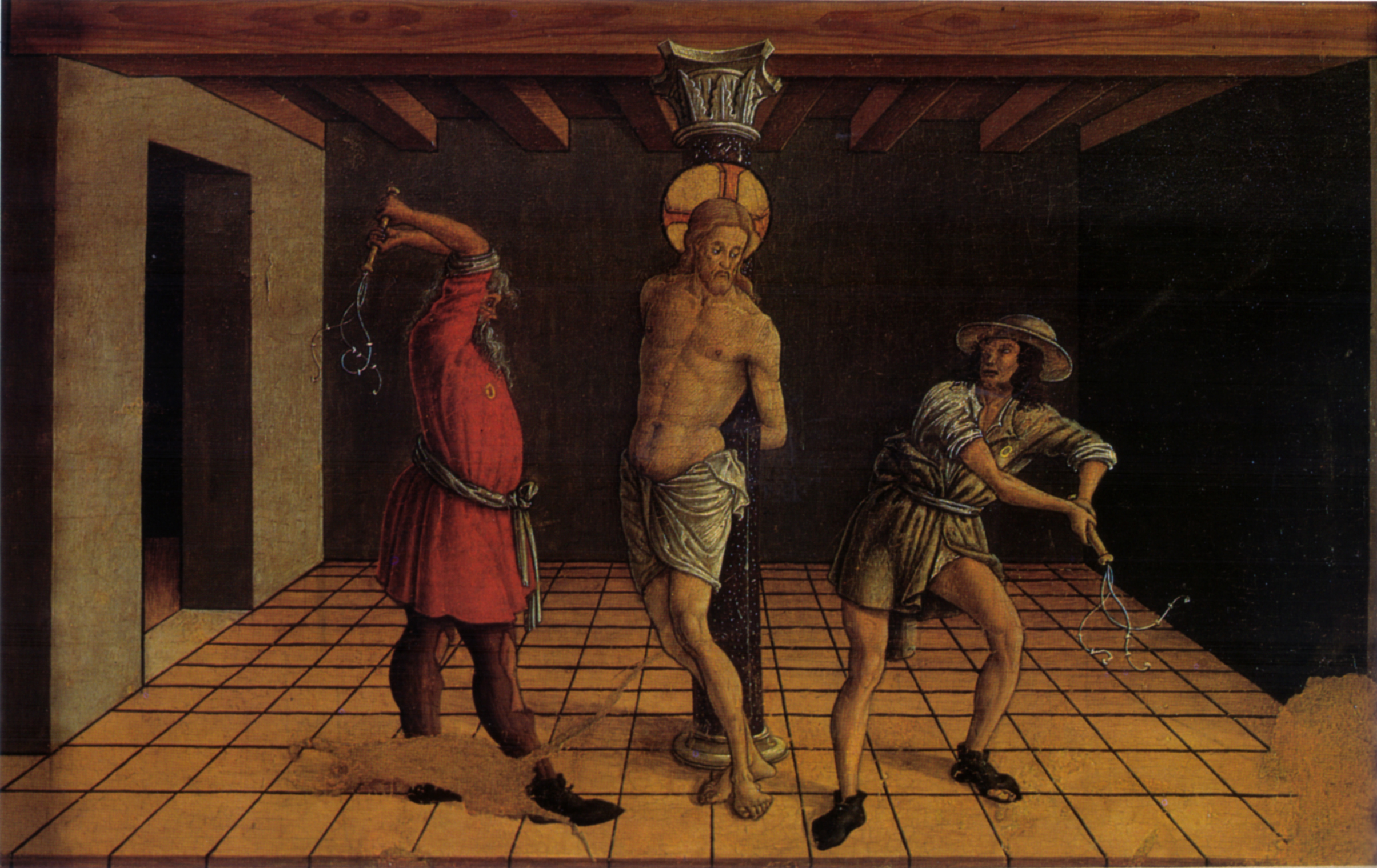
Carlo Crivelli, Flagellazione di Cristo, 1468, Massa Fermana, Chiesa di San Silvestro.
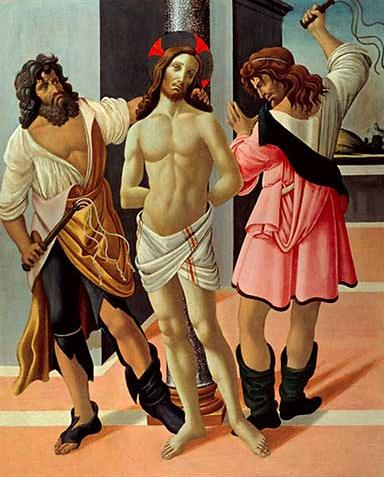
Scuola di Sandro Botticelli, Flagellazione, 1490 circa, Firenze, Uffizi.
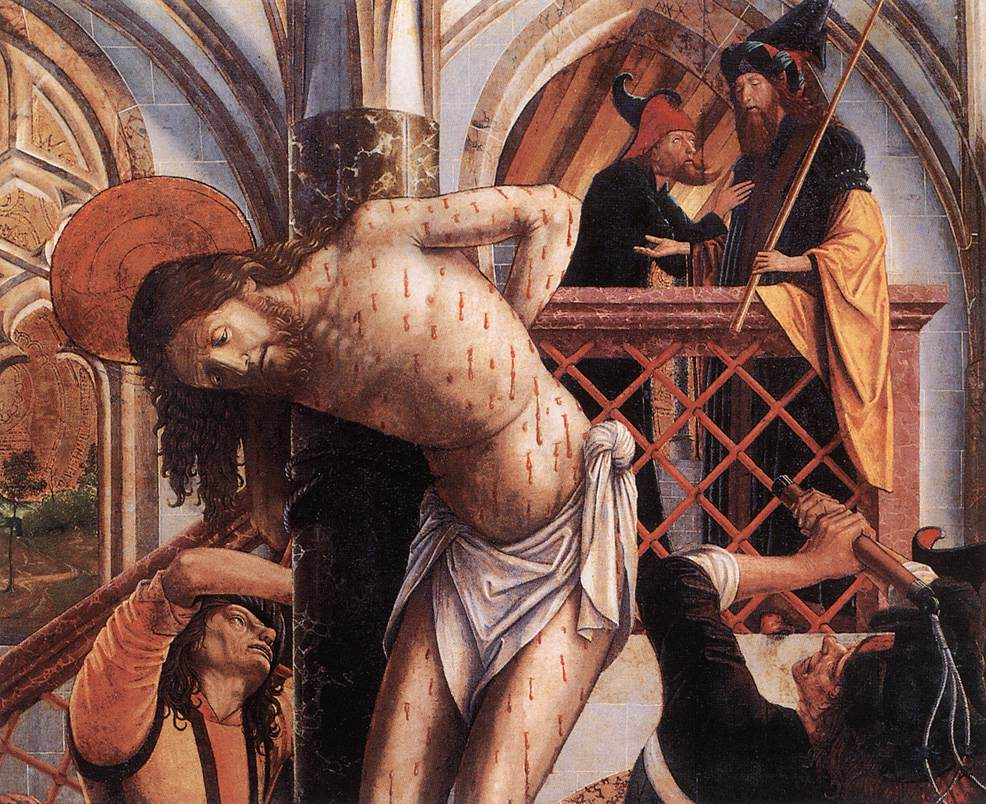
Michael Pacher, Flagellazione, 1495-1498, Vienna, Österreichische Galerie Belvedere.
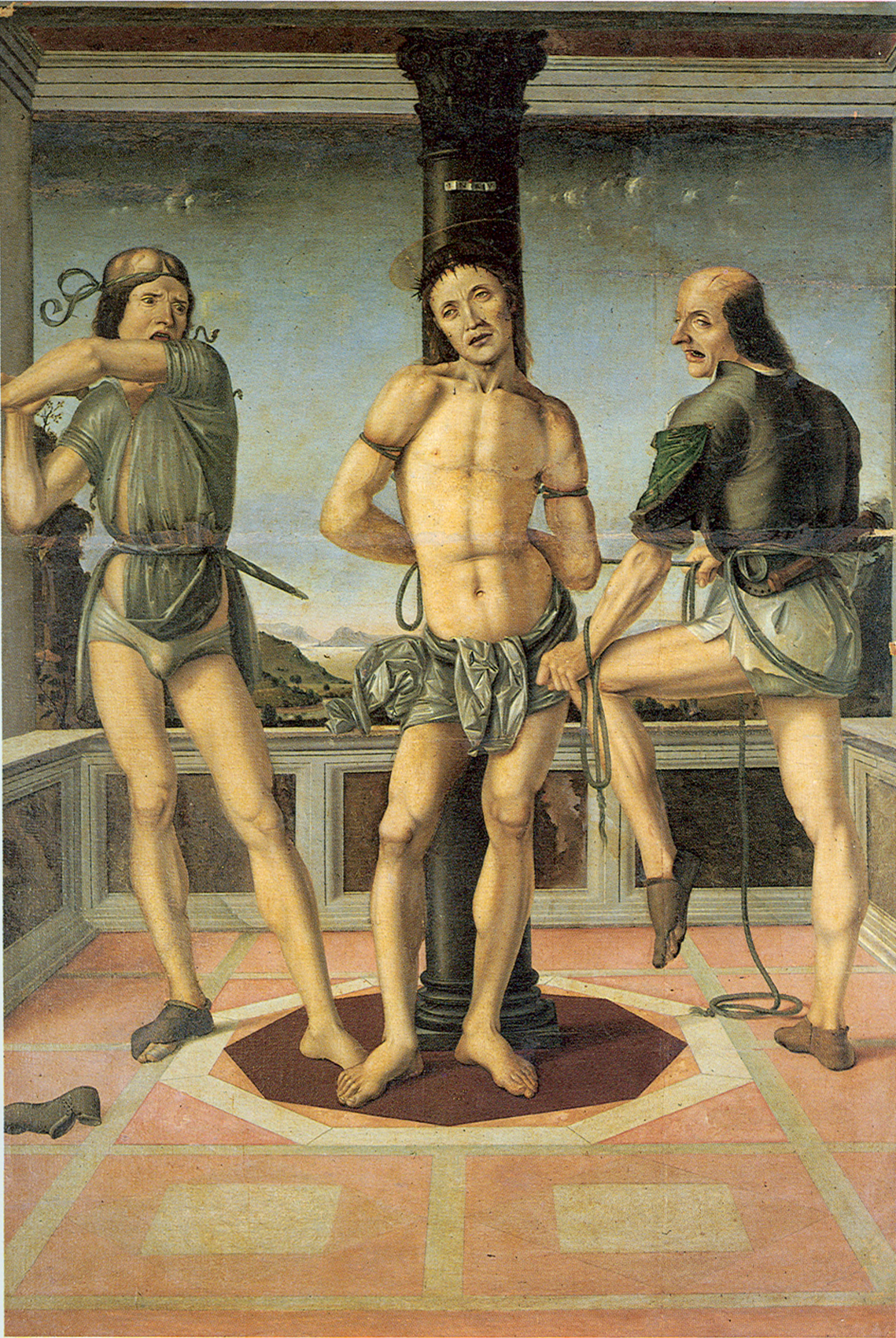
Pietro di Galeotto, Flagellazione di Cristo, Perugia, Oratorio di San Francesco.
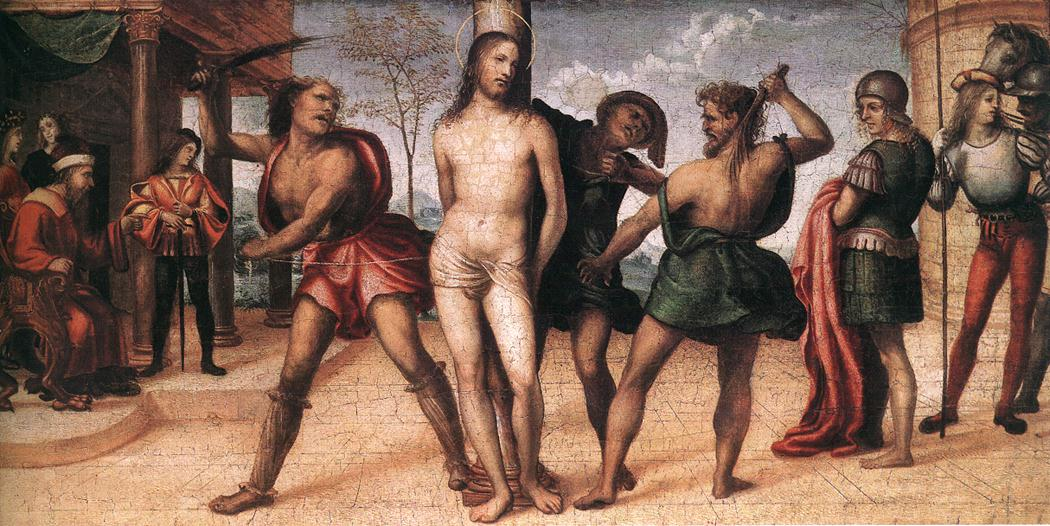
Il Sodoma, Flagellazione di Cristo, 1510 circa, Budapest, Szépművészeti Múzeum.
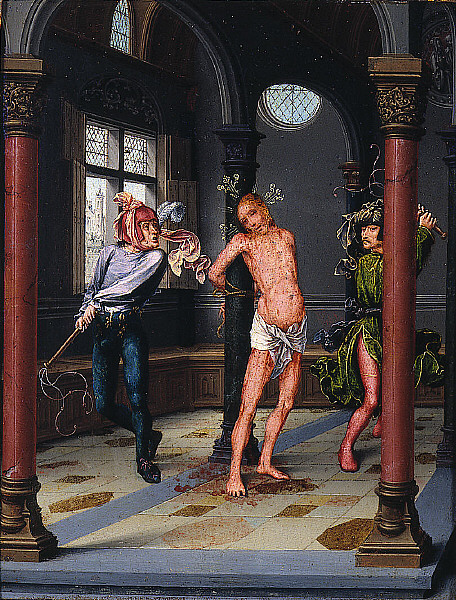
Jan Provoost, Flagellazione, 1510-1515 circa, Saint Louis, Art Museum.
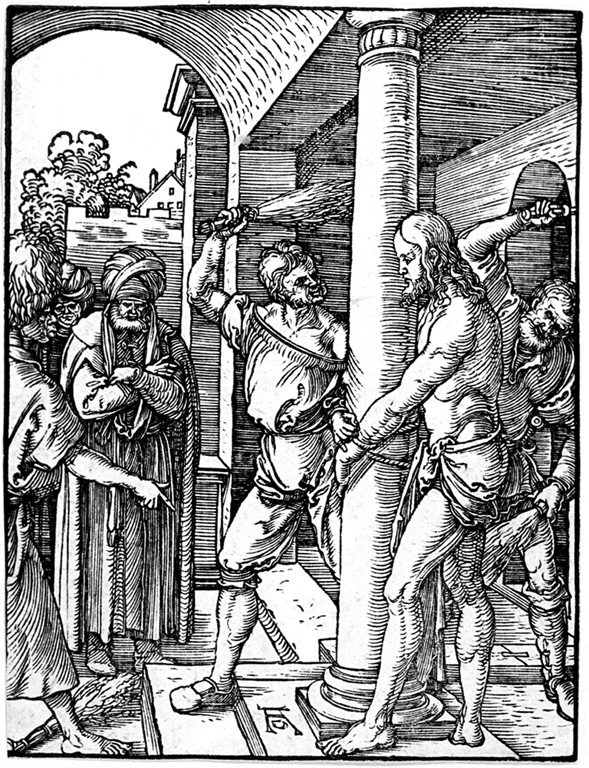
Albrecht Dürer, Flagellazione, 1511, Londra, British Museum.
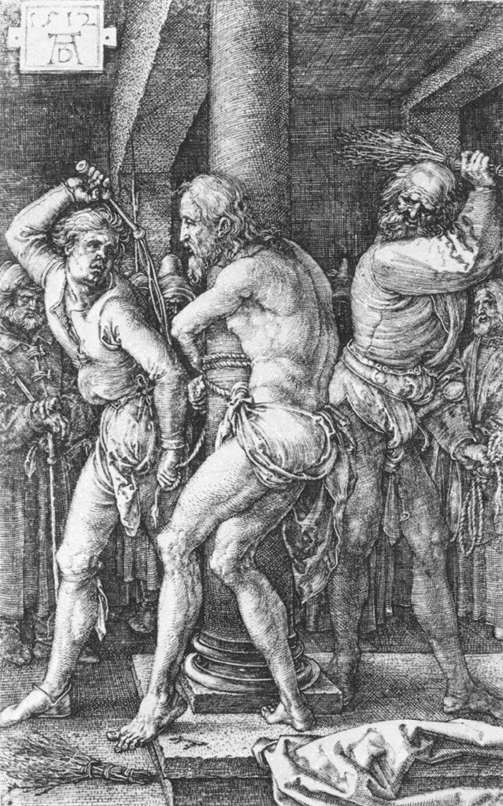
Albrecht Dürer, Flagellazione, 1512, Princeton, University Art Museum.
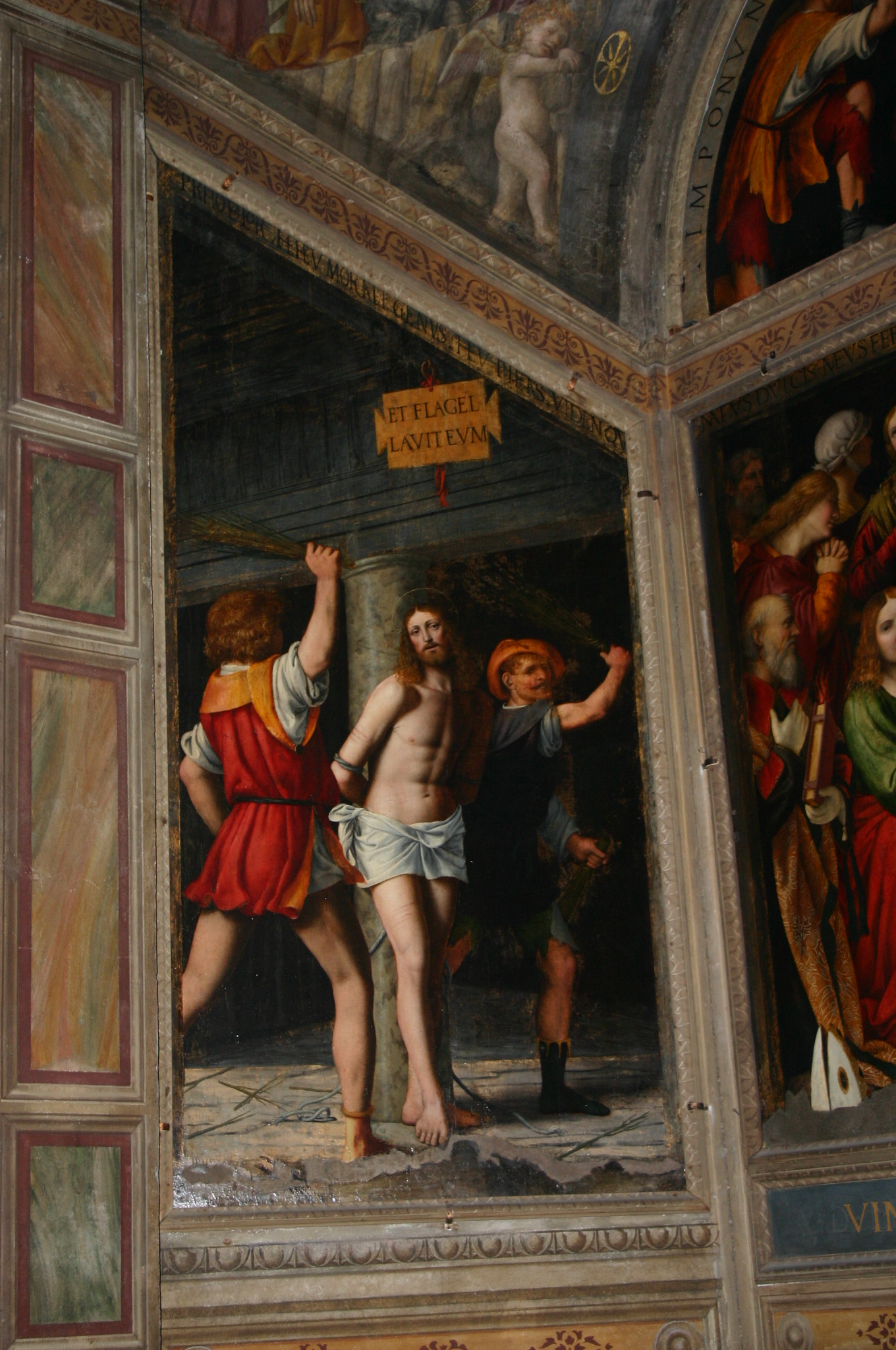
Bernardino Luini, Flagellazione di Cristo, 1516, Milano, Chiesa di San Giorgio al Palazzo.
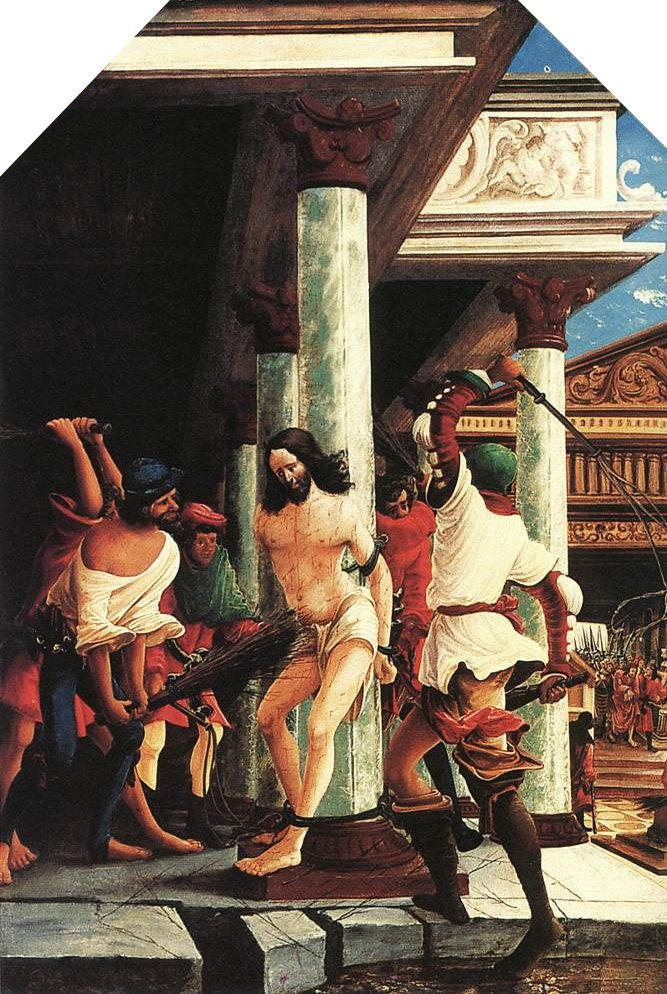
Albrecht Altdorfer, Flagellazione di Cristo, 1518, St Florian bei Linz, Augustiner Chorherrenstift.
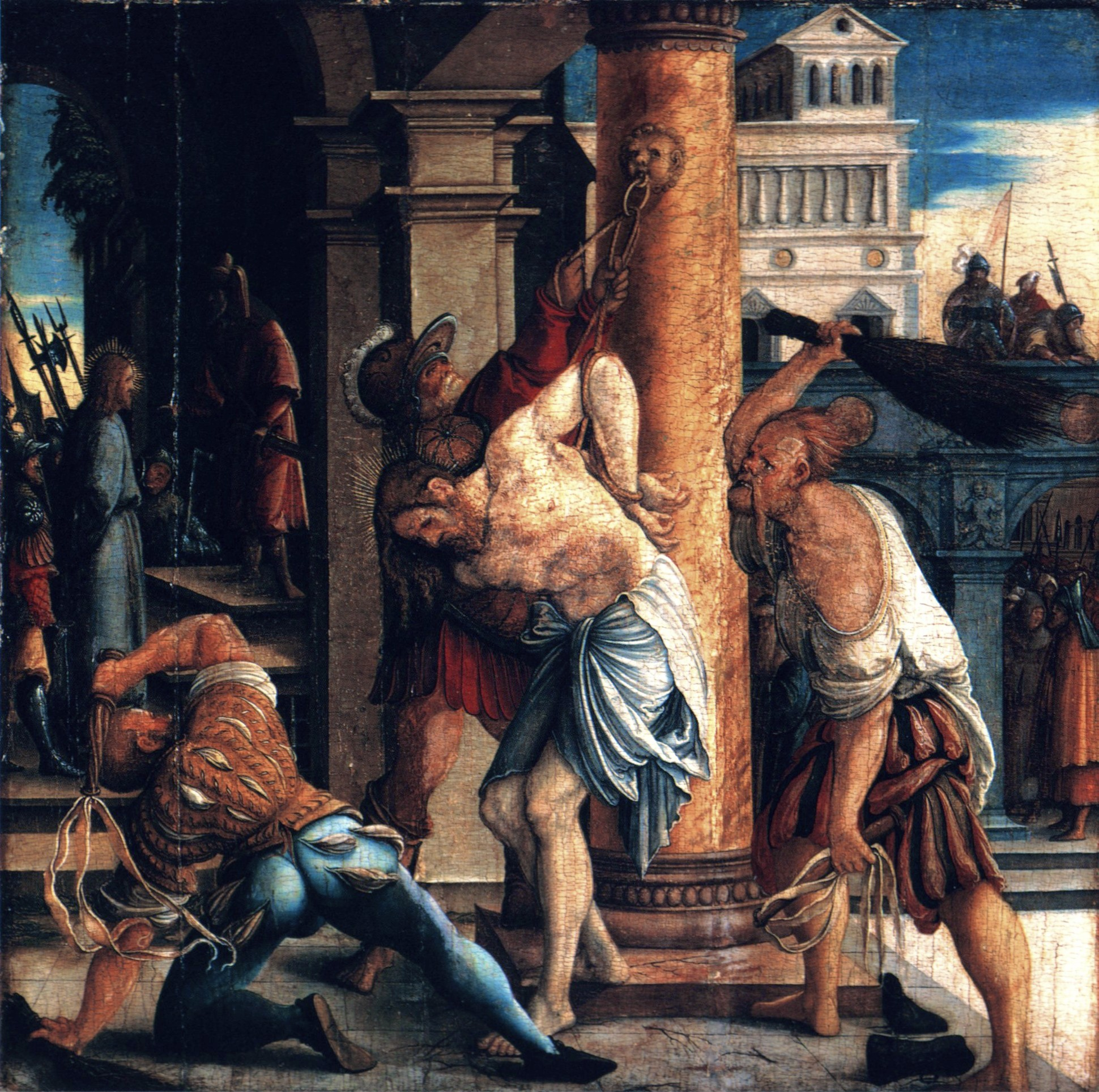
Maestro di Meßkirch, Flagellazione, 1535-1540 circa, Karlsruhe, Staatliche Kunsthalle.
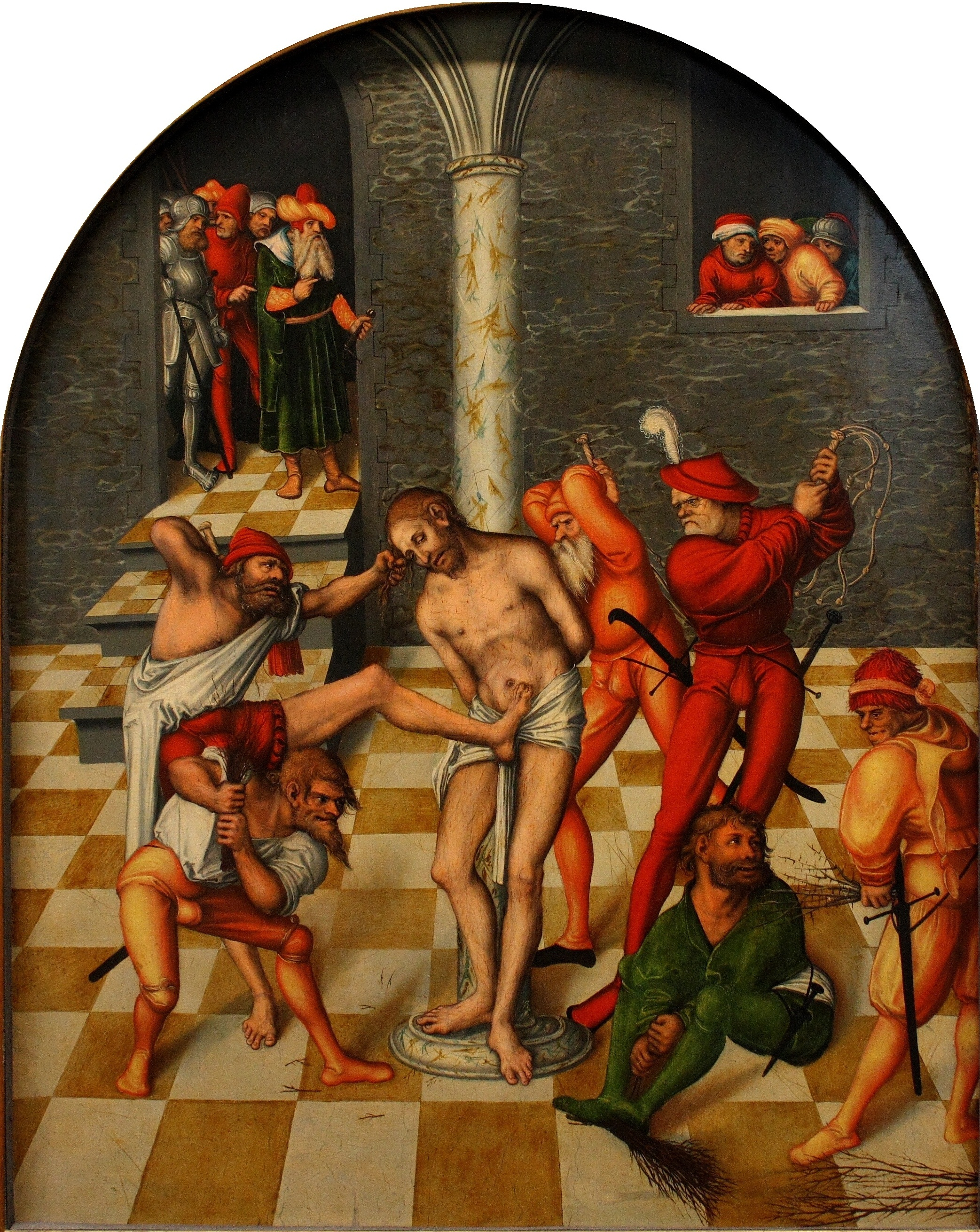
Lucas Cranach il Vecchio, Flagellazione di Cristo, 1538, Vienna, Kunsthistorisches Museum.
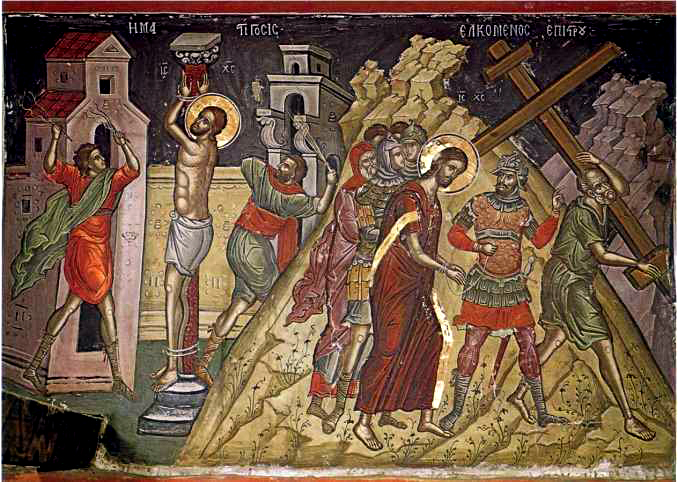
Teofane il Greco, Flagellazione e Salita al Calvario, metà del XVI secolo, Monte Athos, Sacro monastero di Stavronikita.
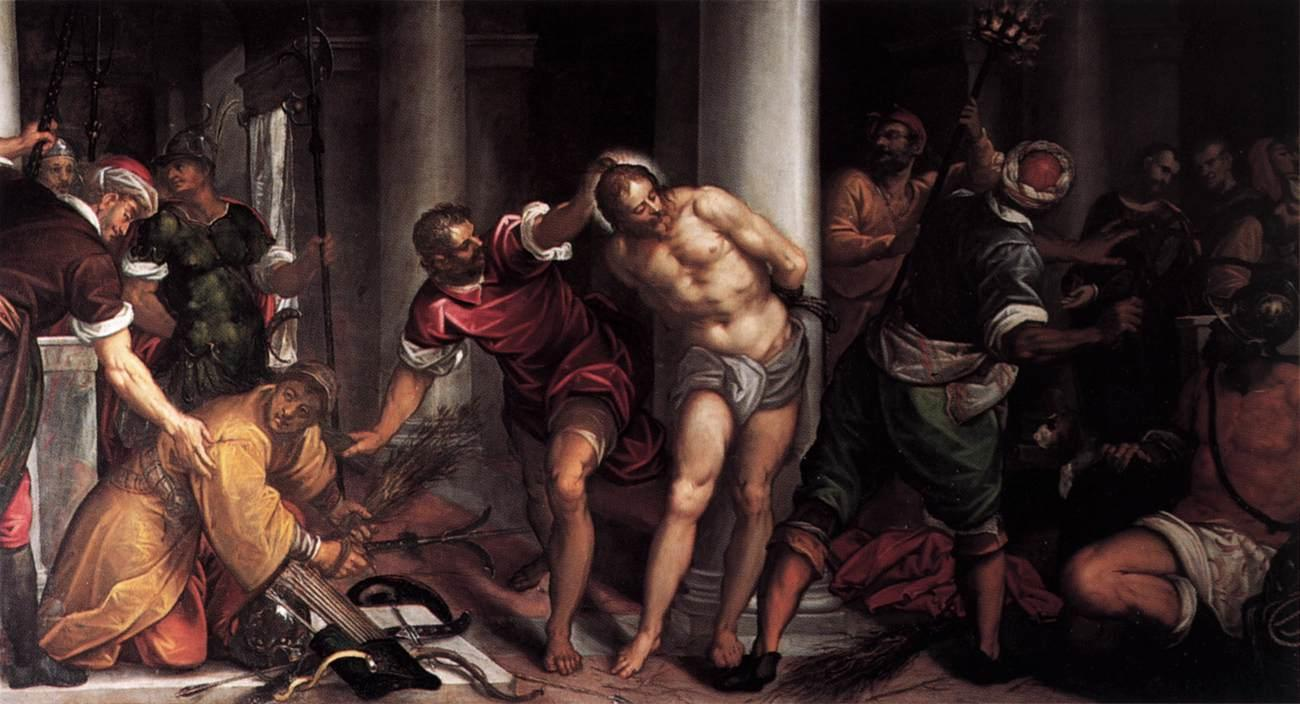
Antonio Vassillacchi, Flagellazione, XVI secolo, Venezia, Basilica dei Santi Giovanni e Paolo.
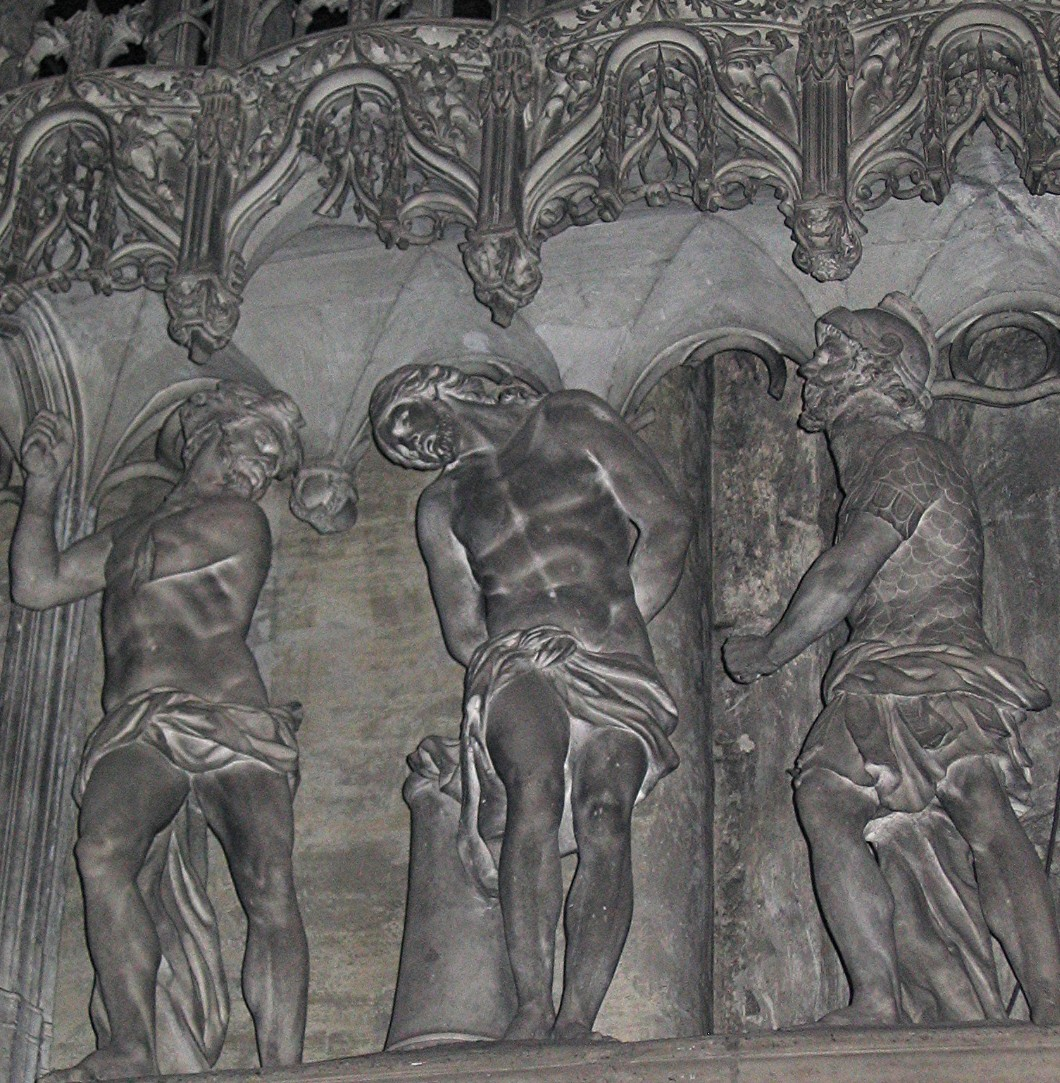
Jehan de Beauce, Flagellazione di Cristo, XVI secolo, Chartres, Coro della Cattedrale.
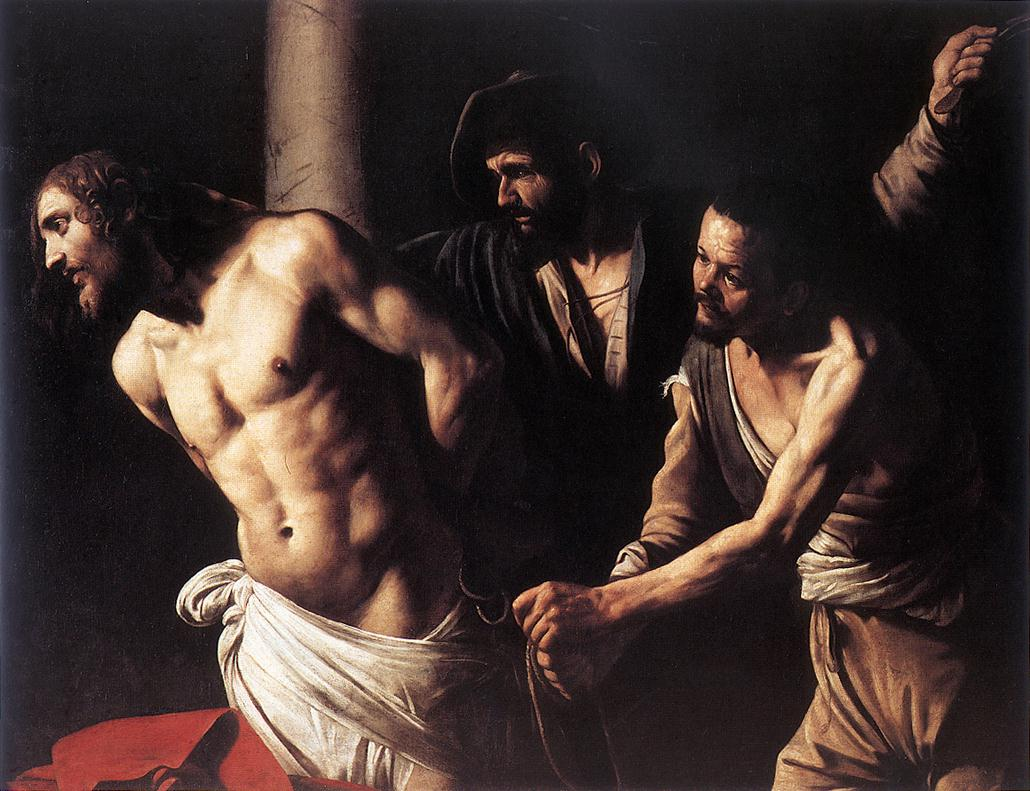
Caravaggio, Flagellazione di Cristo, 1607, Rouen, Musée des Beaux-Arts.
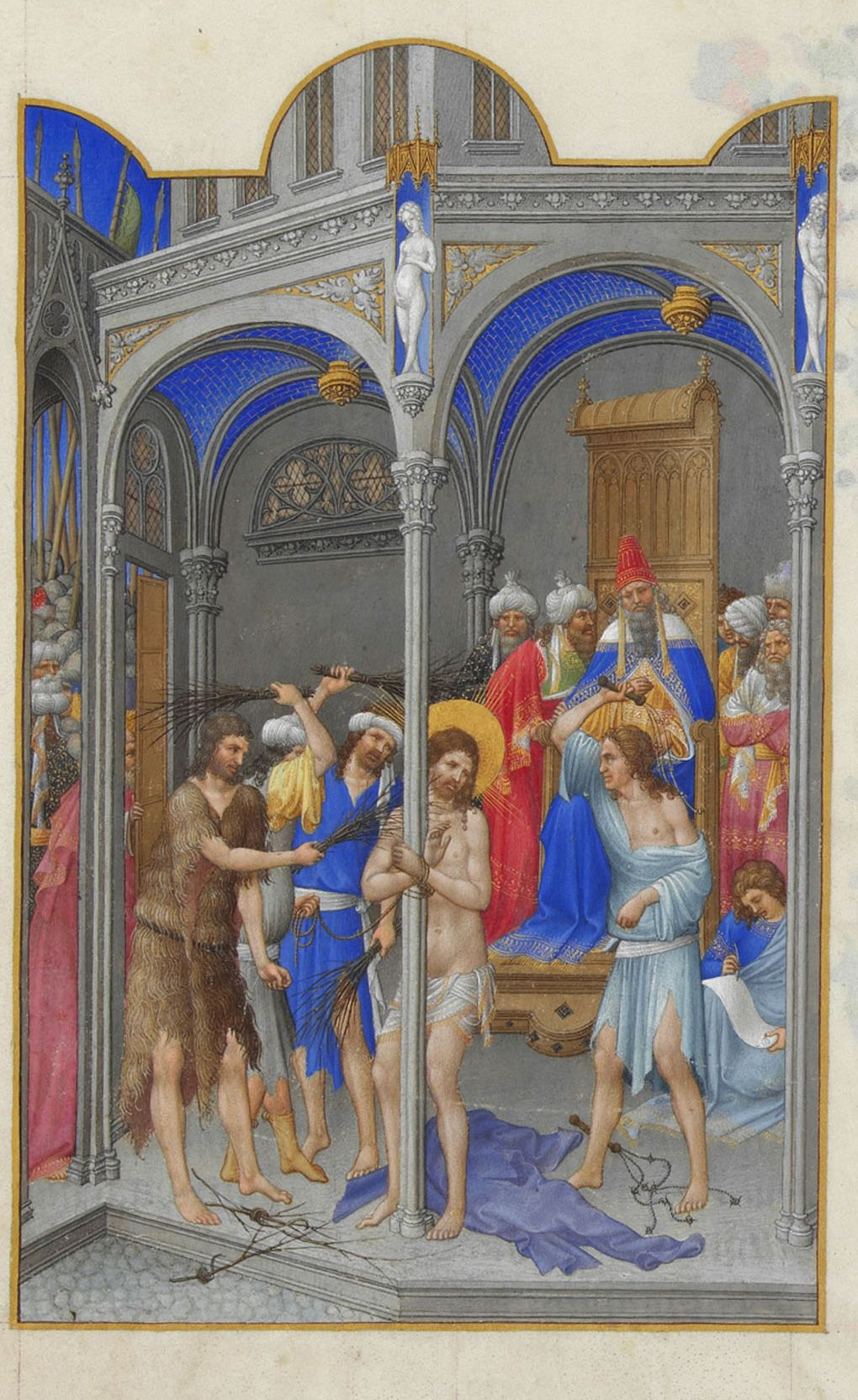
Fratelli Limbourg, Flagellazione di Cristo, da Les Très Riches Heures du duc de Berry, Chantilly, Musée Condé.
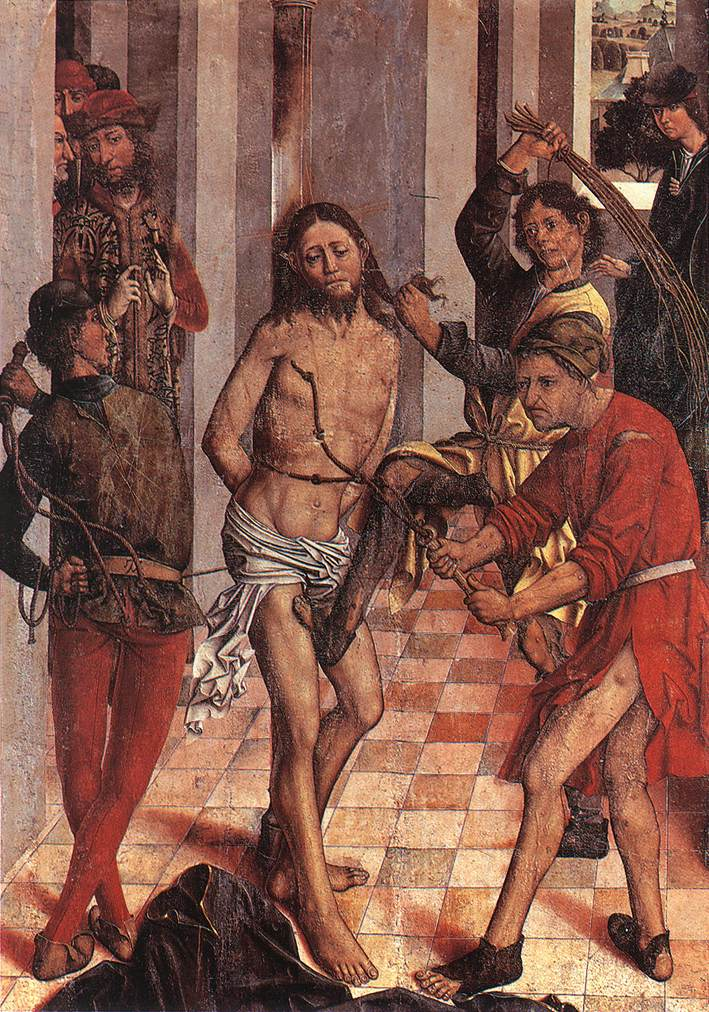
Fernando Gallego, Flagellazione di Cristo, 1506 ca, Salamanca, Museo Diocesano.
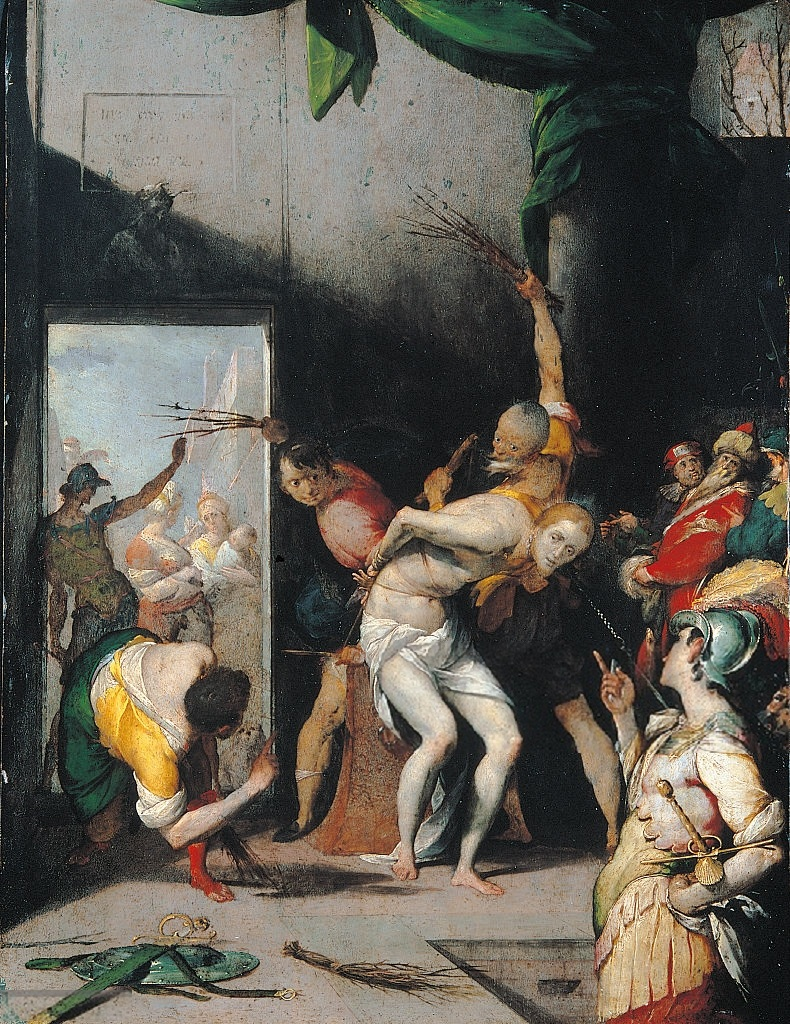
Il Cerano, Flagellazione, Isola Bella, Palazzo Borromeo.
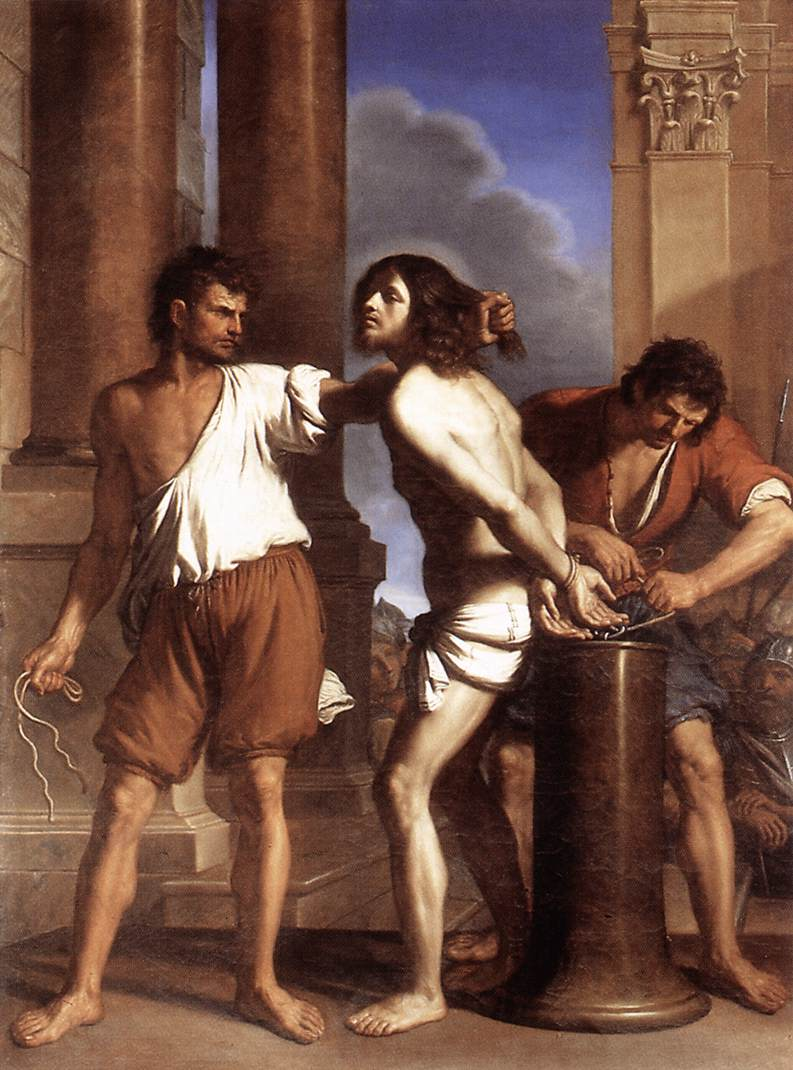
Guercino, Flagellazione di Cristo, 1657, Roma, Galleria Nazionale d'Arte Antica.
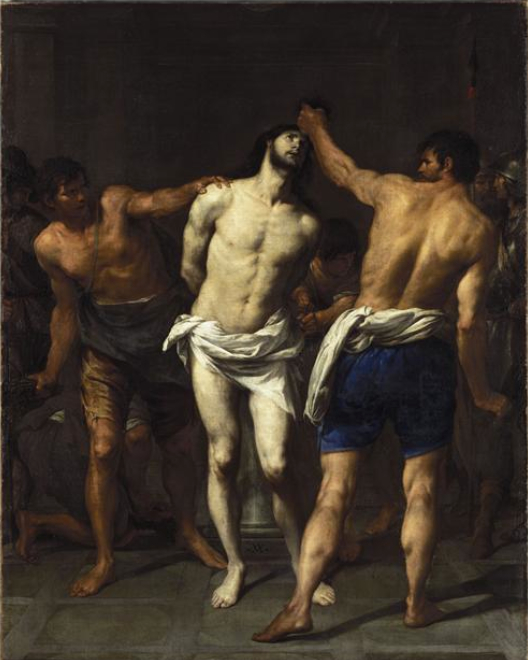
Andrea Vaccaro, Flagellazione di Cristo, 1630-1670, Schleißheim, Staatsgalerie.
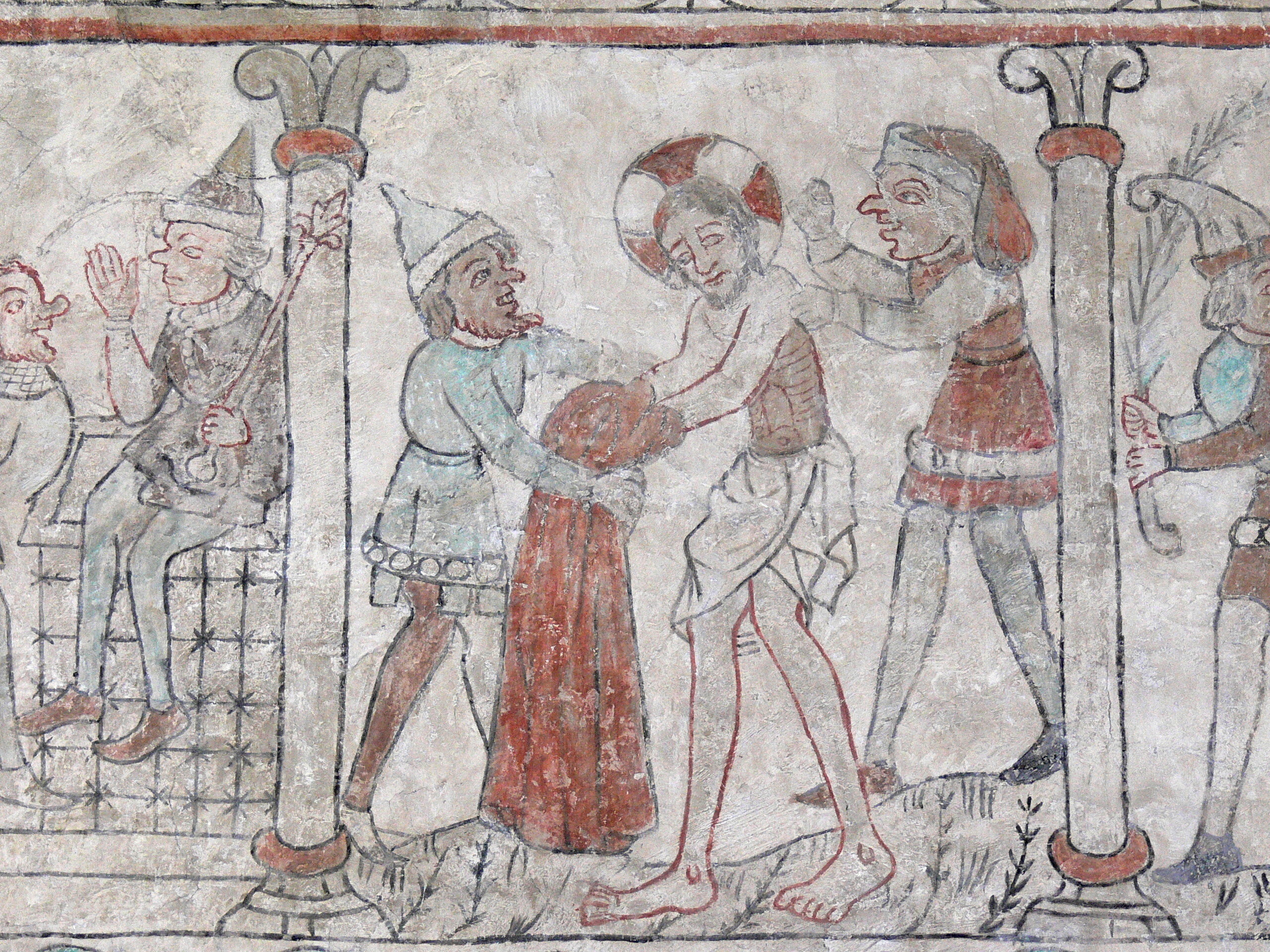
Anonimo, Cristo spogliato per la flagellazione, XV secolo.
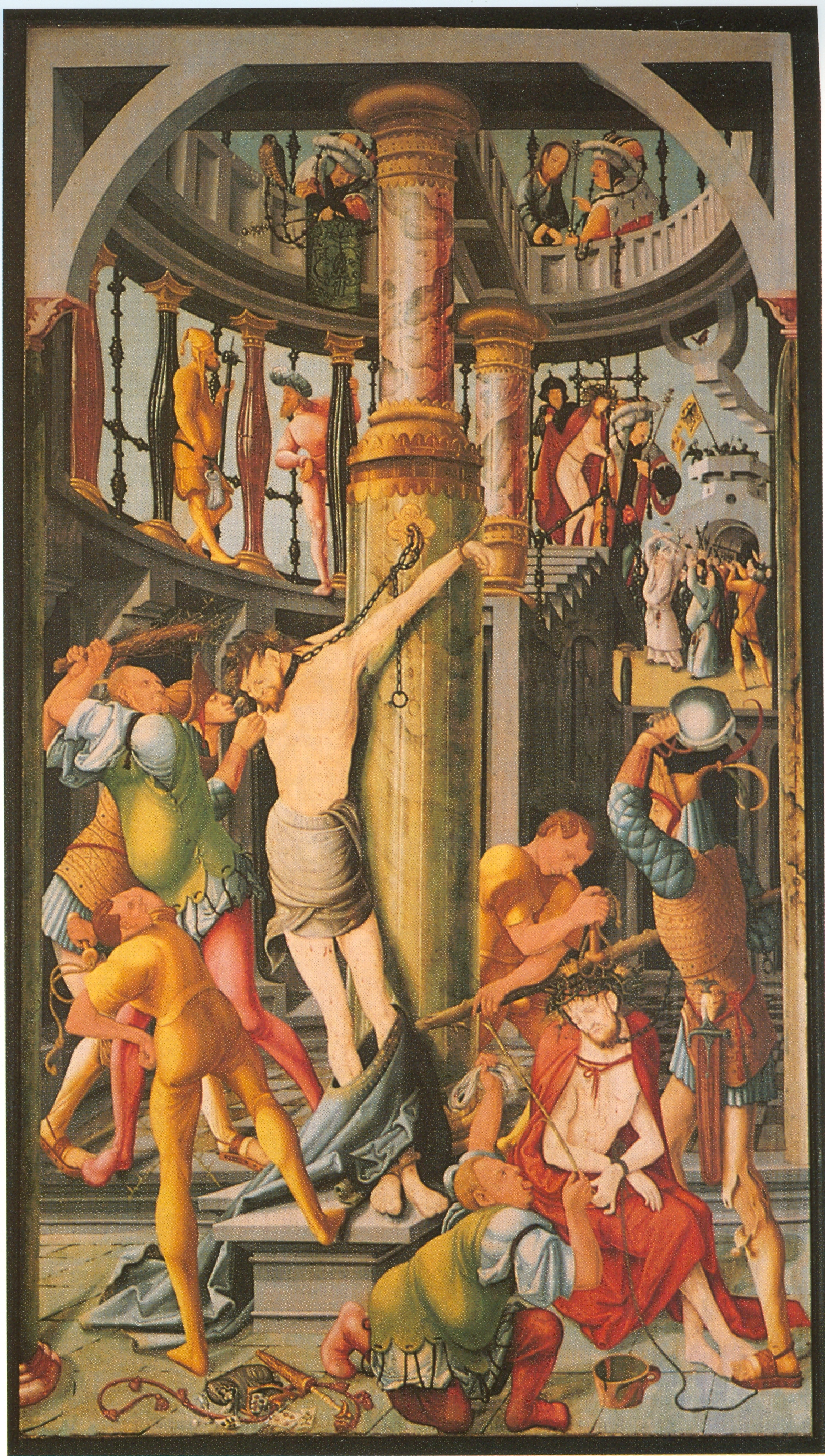
Jörg Ratgeb, Cristo deriso, 1518-1519, Stoccarda, Staatsgalerie.
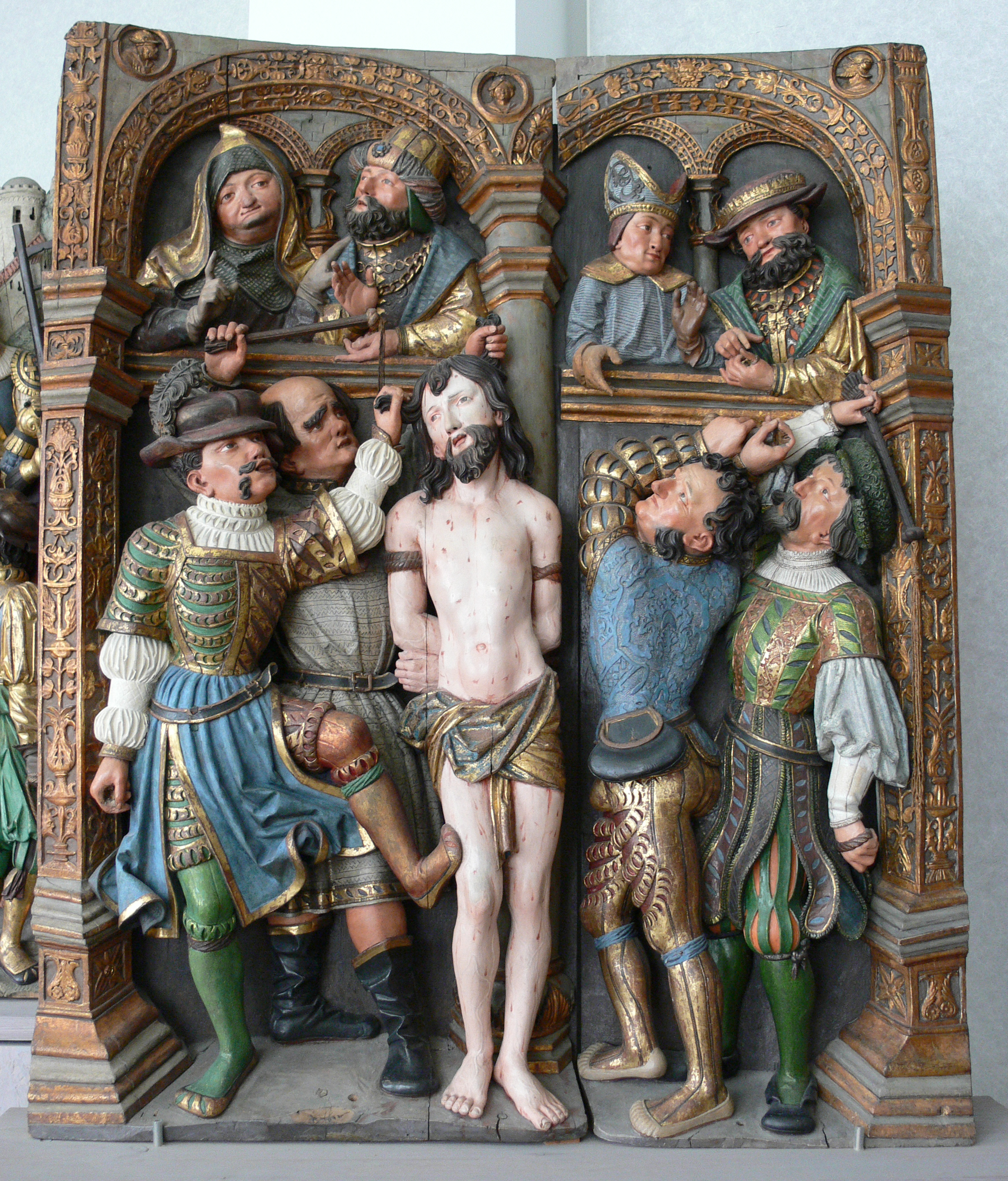
Nikolaus Weckmann, Flagellazione di Cristo, Stoccarda, Landesmuseum Württemberg.
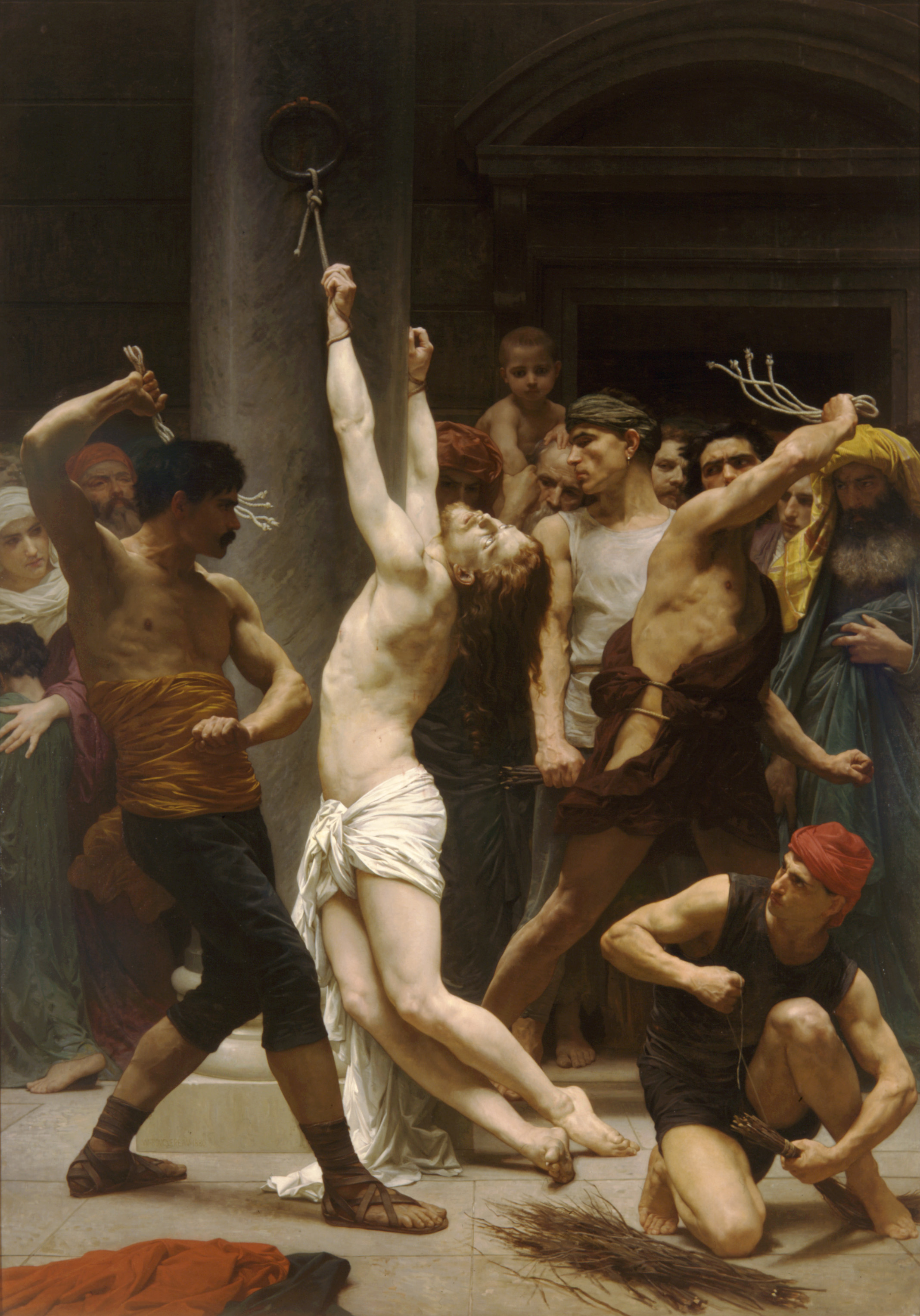
William-Adolphe Bouguerau, Flagellazione di Cristo, 1880.
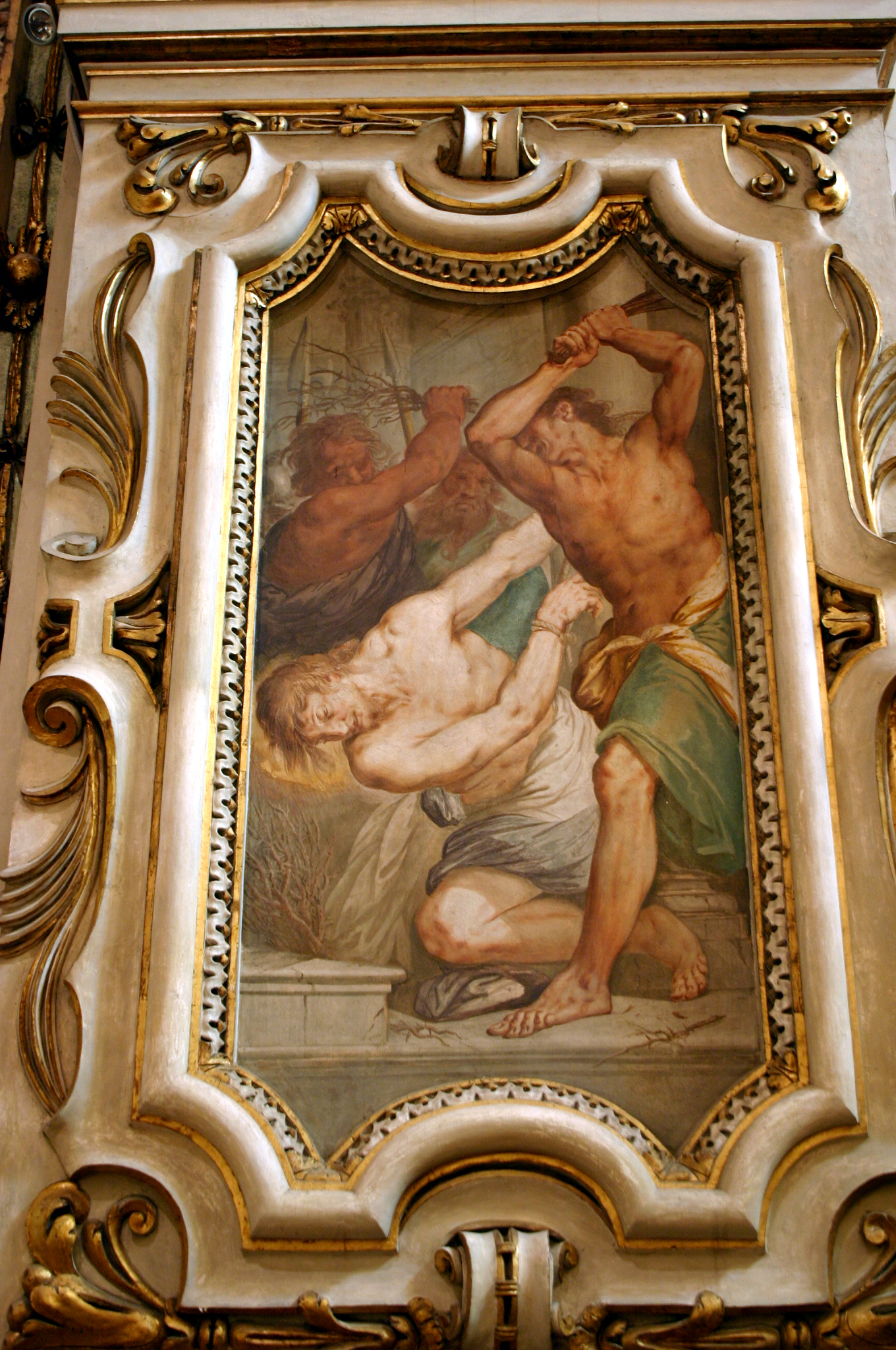
Ercole Procaccini, Flagellazione, Milano, Chiesa di San Marco.
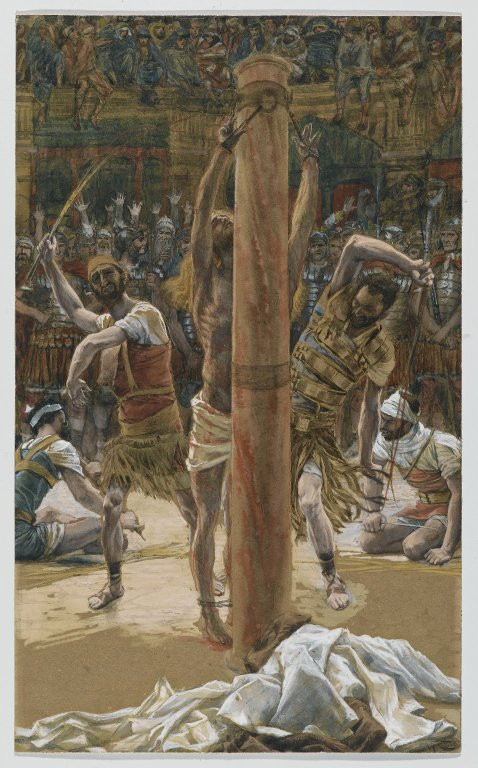
James Tissot, Cristo frustato sulla schiena, 1886-1894, New York, Brooklyn Museum.
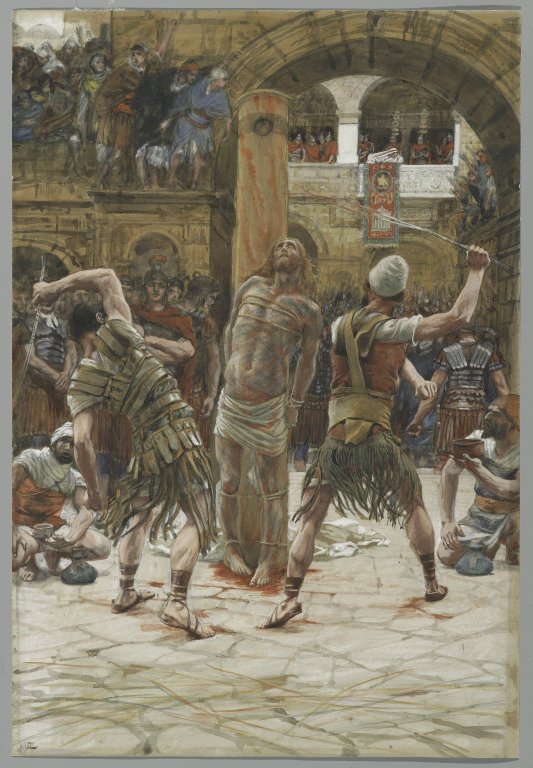
James Tissot, Cristo frustato di fronte, 1886-1894, New York, Brooklyn Museum.
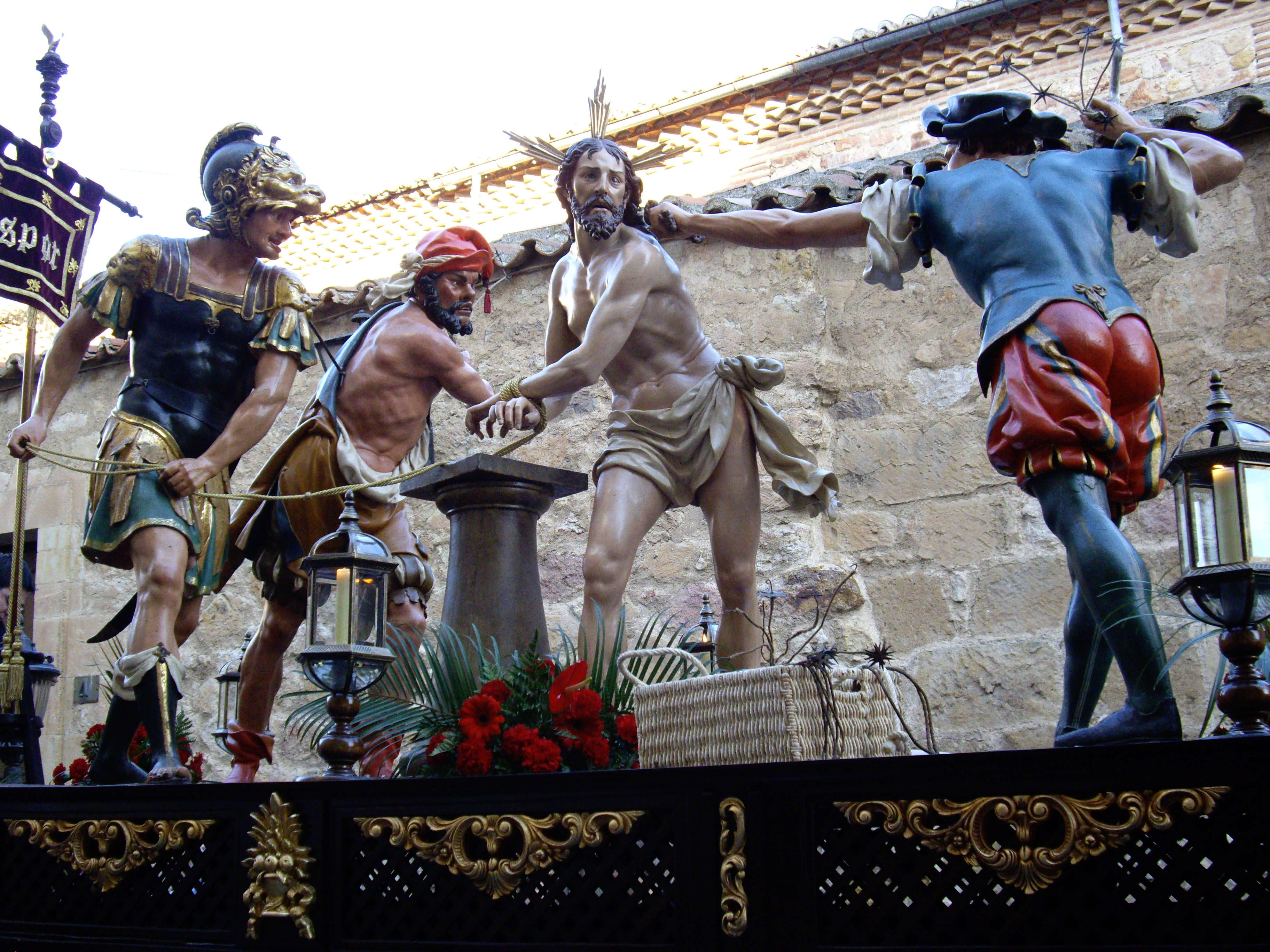
Alejandro Carnicero, Flagellazione di Cristo, 1740, Salamanca, Chiesa della Vera Croce.
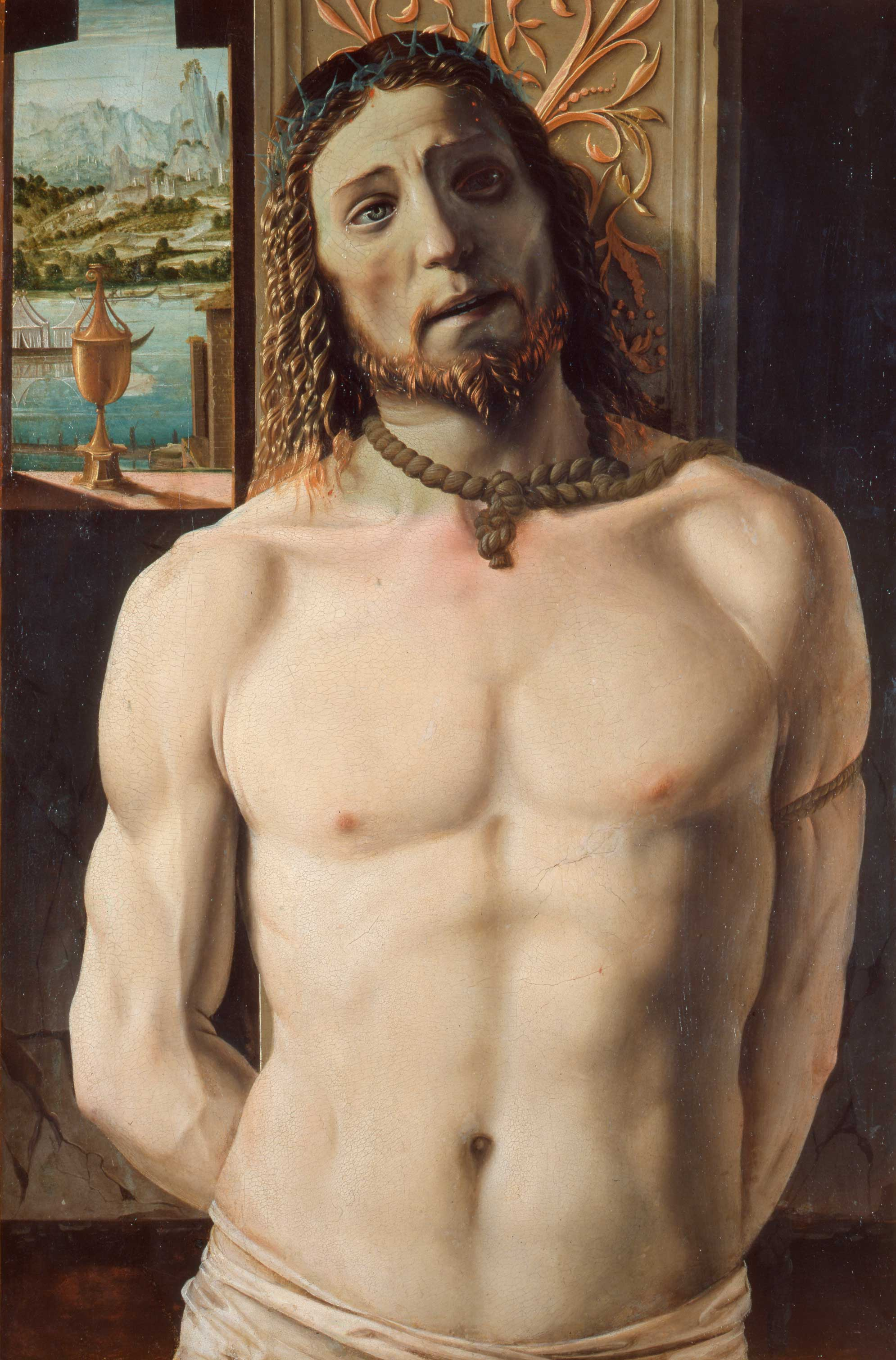
Donato Bramante, Cristo alla Colonna, 1490 ca, Milano - Pinacoteca di Brera

### Cinema
E nei film sulla vita di Gesù:
- La passione di Cristo di Mel Gibson: in questo film la scena della flagellazione è particolarmente realistica e violenta.